# Lassa (distrito)
Lassa (dialeto Lassa : /l̥ɛː˥˥.sa˥˥/; Tibetano Padrão: ལྷ་ས, lit. 'Lugar dos Deuses') é o centro urbano da cidade-prefeitura Lassa  e a capital administrativa da  Região Autônoma do Tibete na China. A área urbana interna da cidade de Lassa City é equivalente as fronteiras do  Distrito de Chengguan, que é parte  da grande cidade-prefeitura  de Lassa. Lassa é a segunda área urbana mais populosa do Planalto Tibetano  depois de Xining e, com uma altitude de 3.656 m (11.99 ft), Lassa é uma das cidades mais altas no mundo.  A cidade tem sido a capital religiosa e administrativa do Tibete desde meados do século XVII. Abriga muitos sítios de Budismo Tibetano como o Palácio de Potala, Templo Jokhang  e os Palácios Norbulingka .

## Topônimo
Lhasa se traduz literalmente para "lugar dos deuses" (ལྷ lha, deus; ས sa, lugar) na Língua Tibetana. Chengguan se traduz literalmente para "portal urbano" (Chinese: 城关; pinyin: Chéngguān) na língua chinesa. Documentos tibetanos antigos e inscrições  demonstram que o lugar se chamava Rasa (ར་ས) , que  poderia significar lugar dos "bodes" , ou ,como uma contração de rawe sa, a "lugar cercado por uma muralha," ou 'cercado', sugerindo que o sítio era uma reserva de caça  dentro da residência real no  morro Marpori Lassa é primeiramente registrada  como um nome, referindo a área do templo de Jowo, em um tratado assinado entre China e Tibete em 822 AC

## História

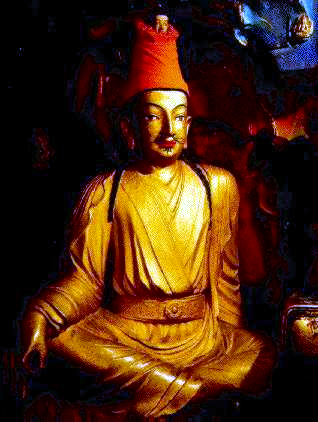
Songtsen Gampo

Em meados do século VII, Songtsen Gampo virou o líder do Império Tibetano que ascendeu ao poder no vale do Rio Brahmaputra  (conhecido localmente como o Rio Yarlung Tsangpo). Depois de conquistar o reino de Zhangzhung no oeste, ele moveu a capital do castelo Chingwa Taktsé no condado de Chongye (pinyin: Qióngjié Xiàn), sudoeste de Yarlung, para Rasa (Lhasa) onde em 637 ele levantou as primeiras estruturas no sitio do que é agora o Palácio de Potala no Monte Marpori. Em 639 e 641, Songtsen Gampo, que a essa altura tinha conquistado a região tibetana inteira, diz ter contratado dois casamentos de alianças, primeiramente com a Princesa Bhrikuti do Nepal, e depois, dois anos mais tarde, com a Princesa Wencheng da corte imperial de Tang. Bhrikuti é apontada por ter o convertido ao Budismo, que também é a fé atribuída a sua segunda esposa, Wencheng. Em 641 ele construiu os templos de Jokhang (ou Rasa Trülnang Tsulagkhang) e Ramoche  em Lassa a fim de abrigar duas estátuas de Buddha, o Akshobhya Vajra (depicting the Buddha at the age of eight) e o Jowo Sakyamuni (depicting Buddha at the age of twelve), respectivamente trazidos par a sau corte pelas princesas. Lassa sofreu grandes danos sobre o reino de Langdarma no século IX, quando os sítios sagrados foram destruídos e profanando e o império fragmentado.
Uma tradição tibetana menciona que depois da morte de Songtsen Gampo em 649 DC, tropas chinesas capturaram Lassa e queimaram o Palácio Vermelho. Acadêmicos chineses e tibetanos notaram que o evento não é mencionado nem nos anais chineses nem nos manuscritos tibetanos de Dunhuang. Lǐ sugeriu que esta tradição deve derivar de uma interpolation. Tsepon W. D. Shakabpa acredita que "essas histórias relatando a chegada de tropas chinesas não estão corretas."
Da queda da monarquia no século IX até a ascensão do 5º Dalai Lama, o centro do poder político na região tibetana não estava situada Lassa. No entanto, a importância de Lassa como um sitio religioso se tornou crescentemente significativo com o passar dos séculos. Era conhecido como o centro do Tibete onde Padmasambhava magicamente pinned down the earth demoness e construiu a fundação do Templo Jokhang  sobre seu coração. Islã esteve presente desde o século XI no que é considerado sempre ter sido uma cultura monolítica budista. Duas comunidades muçulmanas tibetanas viveram em Lassa com lares distintos, comida e vestimentas, língua, educação, comércio e medicina tradicional de ervas.
No final do século XV, a cidade de Lassa ascendeu a proeminência seguindo a fundação de três grandes monastérios Gelugpa por Je Tsongkhapa e seus discípulos. Os três monastérios são Ganden, Sera e Drepung que foram construídos como parte do renascimento budista puritanical no Tibete. As conquistas acadêmicas e o conhecimento político desta linhagem Gelugpa eventualmente empurraram Lassa mais uma vez ao estágio central.
O 5º Dalai Lama, Lobsang Gyatso (1617–1682), unificou o Tibete e moveu o centro da administração para Lassa em 1642 com a ajuda de Güshi Khan de Khoshut. Com Güshi Khan as a largely uninvolved overlord, o 5º Dalai Lama e seus chegados estabeleceram uma administração civil que é referido pelos historiadores como o estado de Lhasa. A liderança central de seu governo também é referida como Ganden Phodrang, e Lhasa thereafter virou ao mesmo tempo a capital política e religiosa. Em 1645, a reconstrução do Palácio de Potala começou no morro vermelho. Em 1648, o Potrang Karpo (Palácio Branco) de Potala estava completo, e o Potala foi usado como um palácio de inverno pelo Dalai Lama dali em diante. O Potrang Marpo (Palácio de Potala) foi acrescentado entre 1690 e 1694. O nome Potala é derivado do Monte Potalaka, the abode  mítica do protótipo divino de Dalai Lama, o Bodhisattva Avalokiteśvara. O templo Jokhang foi também amplamente expandido nessa época. Apesar de algumas carvings de madeira e lintéis do templo Jokhang Temple datarem do século VII, a mais antiga das construções extant de Lassa, como as de dentro do Palácio Potala, do Jokhang e alguns dos monastérios e propriedades no quarto antigo datavam desse segundo florescimento na história de Lassa.
No final do século XVII, a área de Barkhor de Lassa formou um  mercado bustling para bens estrangeiros. O missionário jesuíta, Ippolito Desideri relatou em 1716 que cidade tinha uma comunidade cosmopolita de comerciantes mongóis, chineses, moscovitas, armênios, caxemirenses, nepaleses e do norte da India. Tibete estava exportando musk, ouro, plantas medicinais, pelo e rabos de yak  to far-flung markets, em troca de açúcar, chá, açafrão, turquesa persa e âmbar e coral mediterrâneo. O exército da dinastia Qing entrou em Lassa em 1720, e o governo Qing residentes comissionados, chamados de Ambans, para Lassa. Em 11 de novembro de 1720, o assassinato  do regente pelos Ambans ocasionou uma revolta na cidade que deixou mais de cem pessoas mortas  incluindo os Ambans. Depois de suprimir os rebeldes, o imperador Qing Qianlong reorganizou o governo tibetano e iniciou o conselho de governo chamado Kashag em Lassa em 1751.

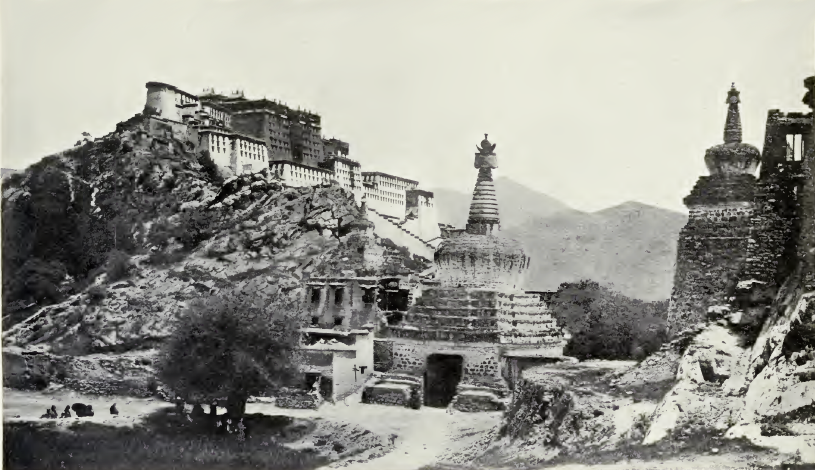
Lassa (portal oeste)- os tibetanos chamavam isso de estupa, Pargo Kaling fotografou aqui na época da expedição britânica ao Tibete de 1904. Foi destruído pelo Exército de Libertação Popular Comunista Chinês depois da rebelião tibetana de 10 de Março e da fuga do 14º Dalai Lama.

Em janeiro de 1904, uma força expedicionária britânica invadiu e capturou Lassa durante a expedição britânica ao Tibete. O líder da expedição Sir Francis Younghusband negociou Convenção entre o Reino Unido e o Tibete com os oficiais tibetanos restantes depois que Dalai Lama fugiu para o interior. O tratado foi posteriormente repudiado e foi substituído pelo tratado Anglo-Chines de 1906. Todas as tropas Qing deixaram Lassa depois da reviravolta de Xinhai Lhasal em 1912.
No século XX, Lassa, desde há muito símbolo para os budistas tibetanaos e estrangeiros, tinha numerosas comunidades distintas religiosa e etnicamente, entre elas os muçulmanos de Caxeemira, comerciantes ladaques, sikhs convertidos ao Islã, e comerciantes e oficiais chineses. Os muçulmanos de Caxemira (Khache) traçaram sua chegada em Lassa do santuário islâmico de Patna, Khair ud-Din, contemporâneo do 5º Dalai Lama. Chinese Muslims viviam em um  quarter ao sul, e comerciantes Newar  de  Kathmandu ao norte do mercado de Barkhor. Residentes da vizinhança Lubu eram descendentes de fazendeiros chineses de legumes que stayed over depois de acompanhar um Amban de Sichuan no meio do século XIX; alguns mais tarde se casaram com mulheres tibetanas e falavam tibetano como sua primeira língua. Os comerciantes da cidade agradavam a todos os tipos de gosto, importando até mesmo manteiga australiana e whisky escocês. Nos anos 1940, de acordo com Heinrich Harrer:-
'Não há nada que alguém não possa comprar, ou ao menos pedir. Alguém ainda encontra as especiarias de Elizabeth Arden, e há uma grande demanda por elas. Você pode pedir, também, máquinas de sewing, antenas de rádio  e gramophones and hunt up álbuns de Bing Crosby .' 
Depois do estabelecimento da China Comunista República Popular da China, "(...) o exército de libertação popular (ELP) invadiu o país em 1950. Em março de 1959, uma rebelião centrada na capital, Lhasa, propôs um crackdown massivo, durante o qual o Dalai Lama, Tenzin Gyatso (b. 1935), fugiu para o exílio." Tais mercados e consumismo chegaram a um fim abrupto depois da chegada das tropas do governo chinês cadres in 1950. Rações de comida  lojas do governo estocadas substituíram os velhos mercados, até os anos 90 quando em wares internacional voltaram para Lassa mais uma vez, and arcades and malls with a cornucopia of goods sprang up.
Dos 22 parques (lingkas) que cercavam acidade de Lassa, a maioria deles com mais de meia milha de comprimento, onde o povo de Lassa estava acostumado a fazer piqueniques, apenas três sobreviveram até os dias de hoje: o Norbulingka, Palácio de Verão de Dalai Lama, construído pelo 7º Dalai Lama; uma pequena parte do Shugtri Lingka, e o Lukhang. Blocos de dormitórios, escritórios e barracas do exército estão construídos no restante.

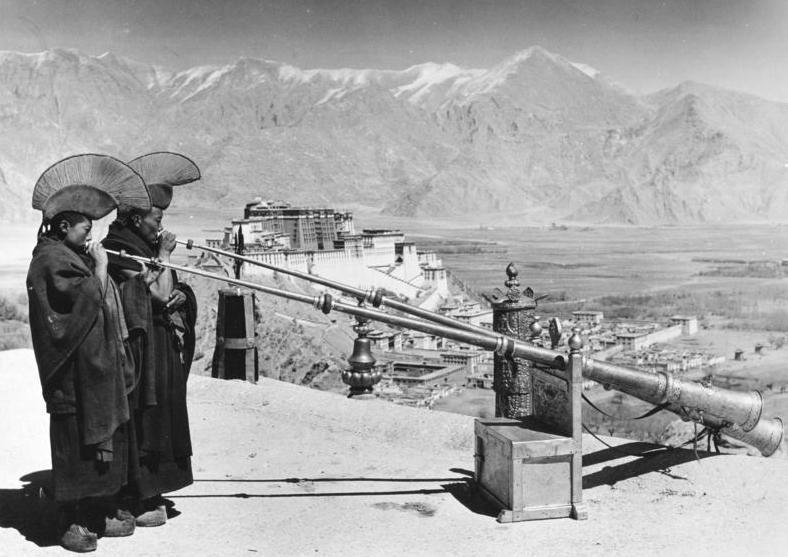
Lassa de 1938 com o templo de Potala como é visto do telhado do Men-Tsee-Khang ou Faculdade Tibetana de Medicina fundada pelo 13º Dalai Lama

O Guāndì miào (關帝廟) ou templo de Gesar Lhakhang foi posto pelos Amban em 1792 no topo do monte Bamare 3 km (2 mi) a sul de Potala para celebrar a derrota do exército invasor Gurkha.
O portal principal da cidade de Lasa costumava correr através da grande estupa Pargo Kalingand e continha réplicas sagradas do Buda Mindukpa.
Entre 1987 e 1989, Lassa experimentou grandes manifestações, liderado por monges e discípulos, contra o governo chinês. Depois do tour meridional de Deng Xiaoping em 1992, Lassa foi mandada pelo governo passar por liberalização econômica. Todos os funcionários do governo, suas famílias  e estudantes forma proibidos de praticar sua religião, enquanto monges e nuns não foram permitidos de entrar em escritórios do governo e o campus da Universidade do Tibete. Subsequente as políticas de desenvolvimento econômico, o influxo de imigrantes alterou dramaticamente a mistura étnica da cidade em Lassa.
Em 2000 a área urbana cobria 53 km2 (20 sq mi), com uma população ao redor de 170.000. Estatísticas oficiais da área metropolitana relatam que 70 por cento são Tibetanos, 34.3 são Han, e os restantes 2.7 Hui, apesar de observadores suspeitem que os não-Tibetanos componham entre  50–70 por cento. Entre os imigrantes Han, Lassa é conhecida como 'Pequena Sichuan'.

## Geografia

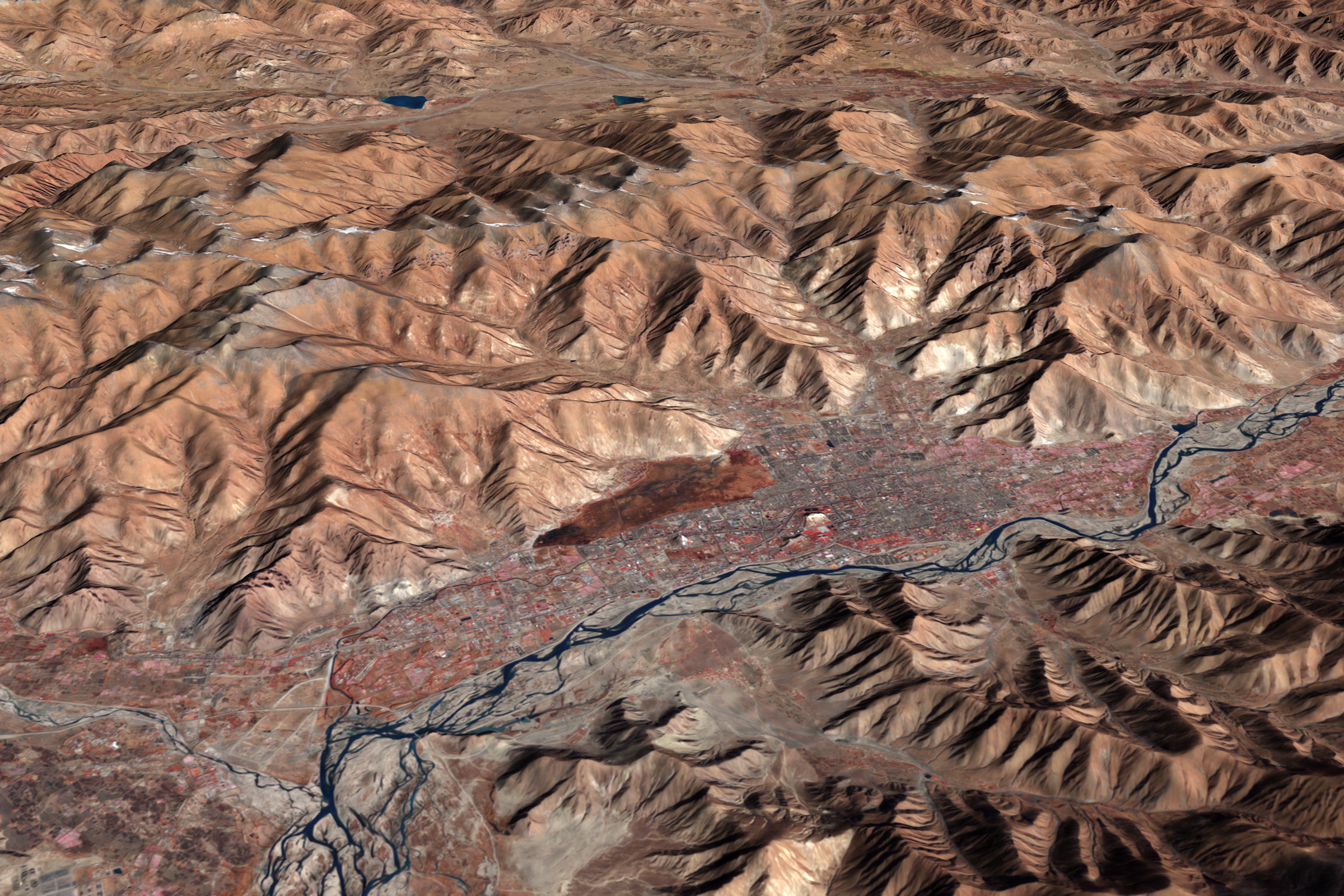
Lassa se situa num vale plano de rio

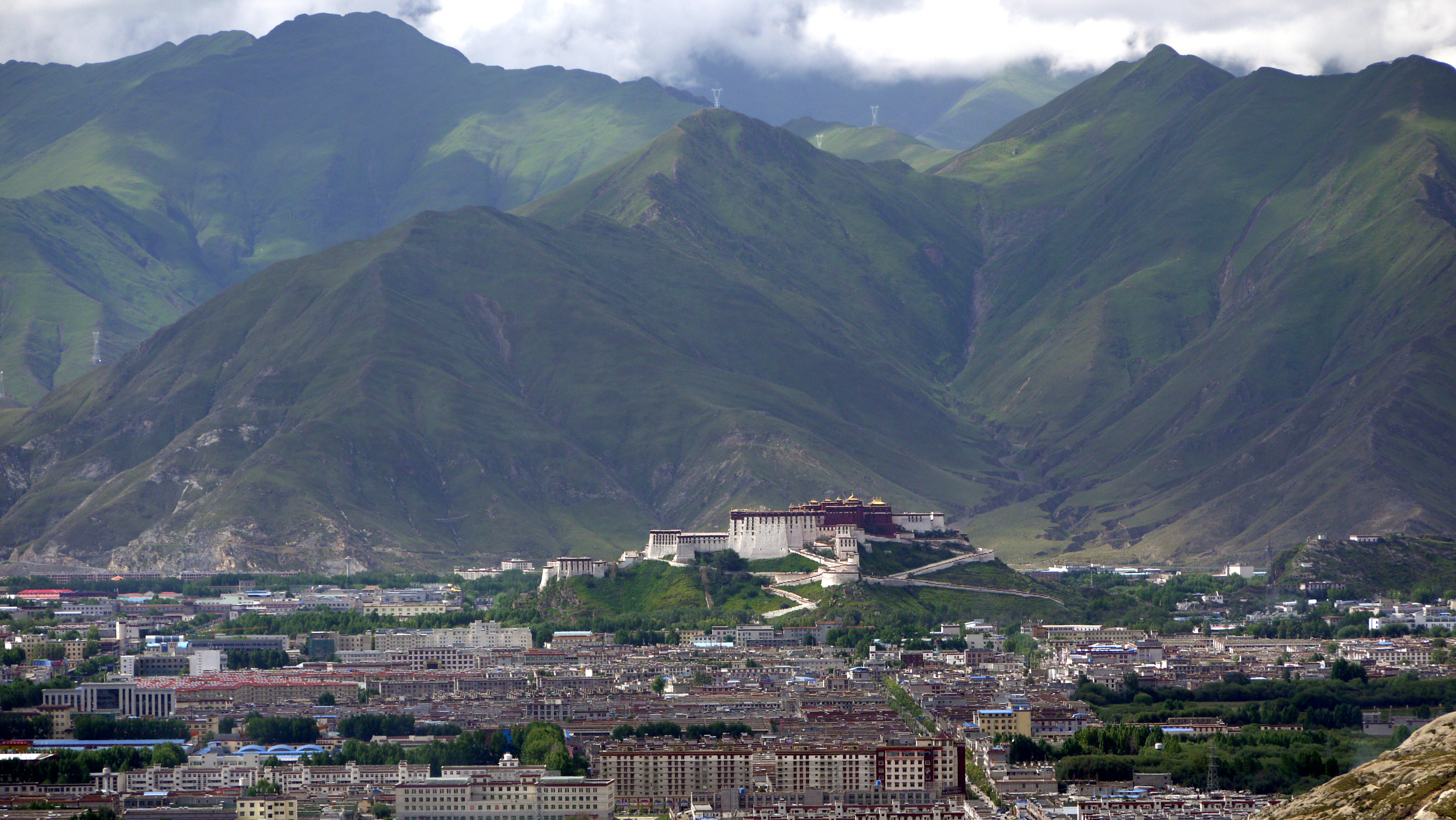
Lassa do monastério de Pabonka. O Palácio de Potala fica encima da cidade antiga.

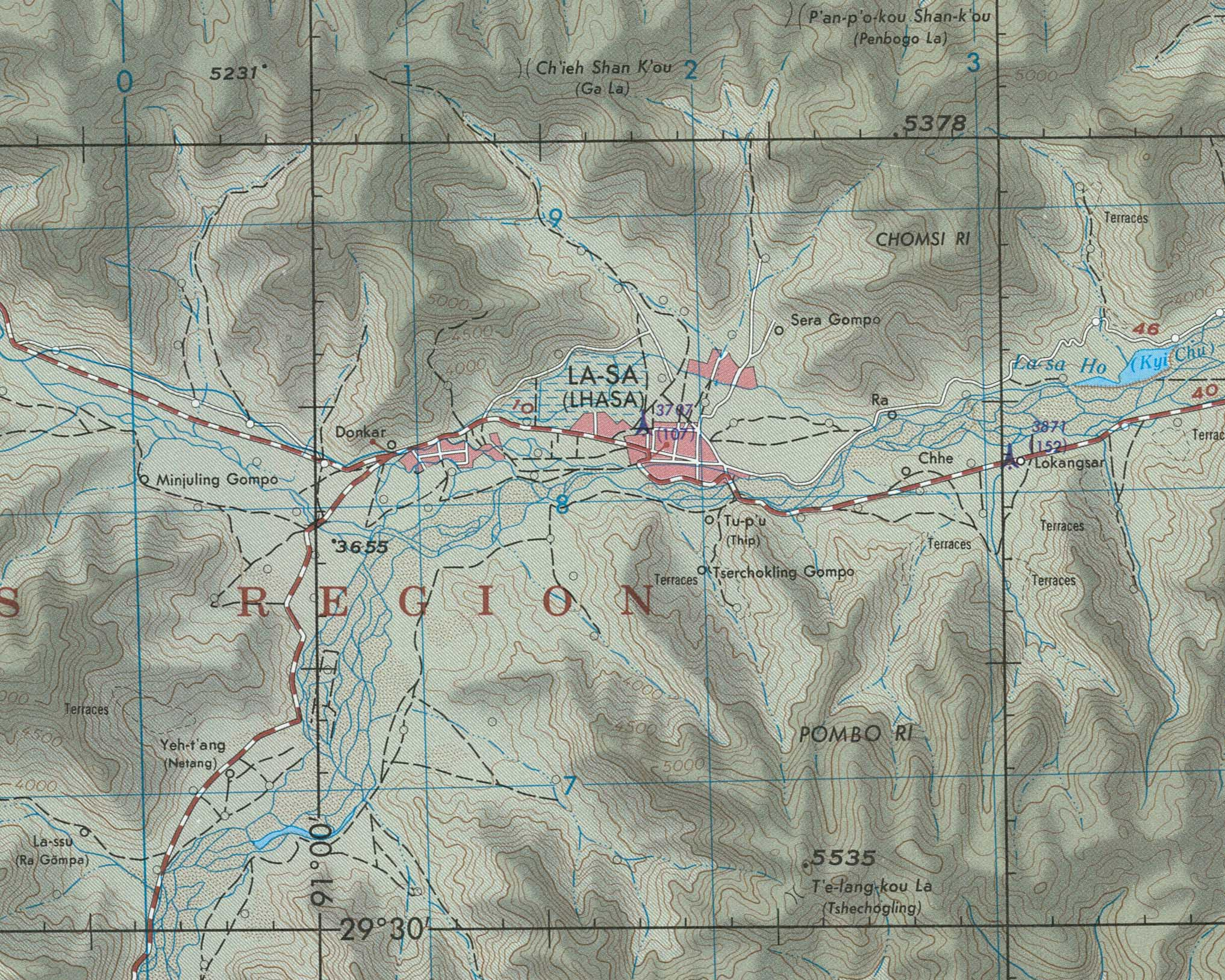
Mapa incluindo Lhasa (DMA, 1973)

Lassa tem uma elevação de cerca de 3.600 m (11.81 ft) e fica no centro do plato tibetano com as montanhas circundantes alcançando 5.500 m (18.04 ft). O ar contem apenas 68 por cento de oxigênio comparado com o nível do mar. O Rio Lhasa, também rio Kyi  ou Kyi Chu, um tributário do rio Yarlung Zangbo  (rio Brahmaputra), corre pela parte sul da cidade. Esse rio conhecido pelos tibetanos locais como  "merry ondas azuis", flui através do picos nevados e gullies das montanhas yainqêntanglha, estendendo 315 km (196 mi), e desaguando no rio Yarlung Zangbo no Qüxü, forma uma área de grande beleza cênica. As marshlands, majoritariamente desabitadas, estão no norte. Estradas de entrada e saída vão de leste a oeste, enquanto no norte, a infraestrutura de estradas é menos desenvolvida.

### Administração

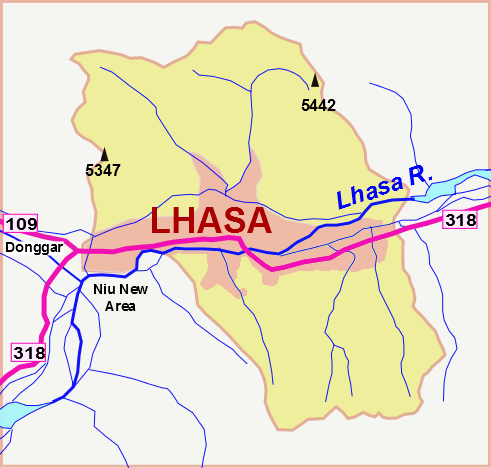
A área construída (rosa) dentro do distrito de Chengguan (amarelo)

O distrito de Chengguan está localizado middle reaches do rio Lhasa, um tributário do rio Brahmaputra , com terras que vão de norte a sul do rio. Tem 28 km (17 mi) de leste a oeste e 31 km (19 mi) de norte a sul. O Distrito de Chengguan é limitado pelo distrito Doilungdêqên a oeste, Condado Dagzê a leste e o  condado Lhünzhub  ao norte. Condado de Gonggar da prefeitura de Lhoka (Shannan)  se situa no sul. 
O distrito de Chengguan tem uma elevação de 3.650 m (11.98 ft) e cobre 525 km2 (203 sq mi). A área urbana construída cobre 60 km2 (23 sq mi). A temperatura média anual de 8 °C (46 °F). A precipitação anual é de cerca de 500 mm (20 in), majoritariamente caindo entre julho e setembro. 

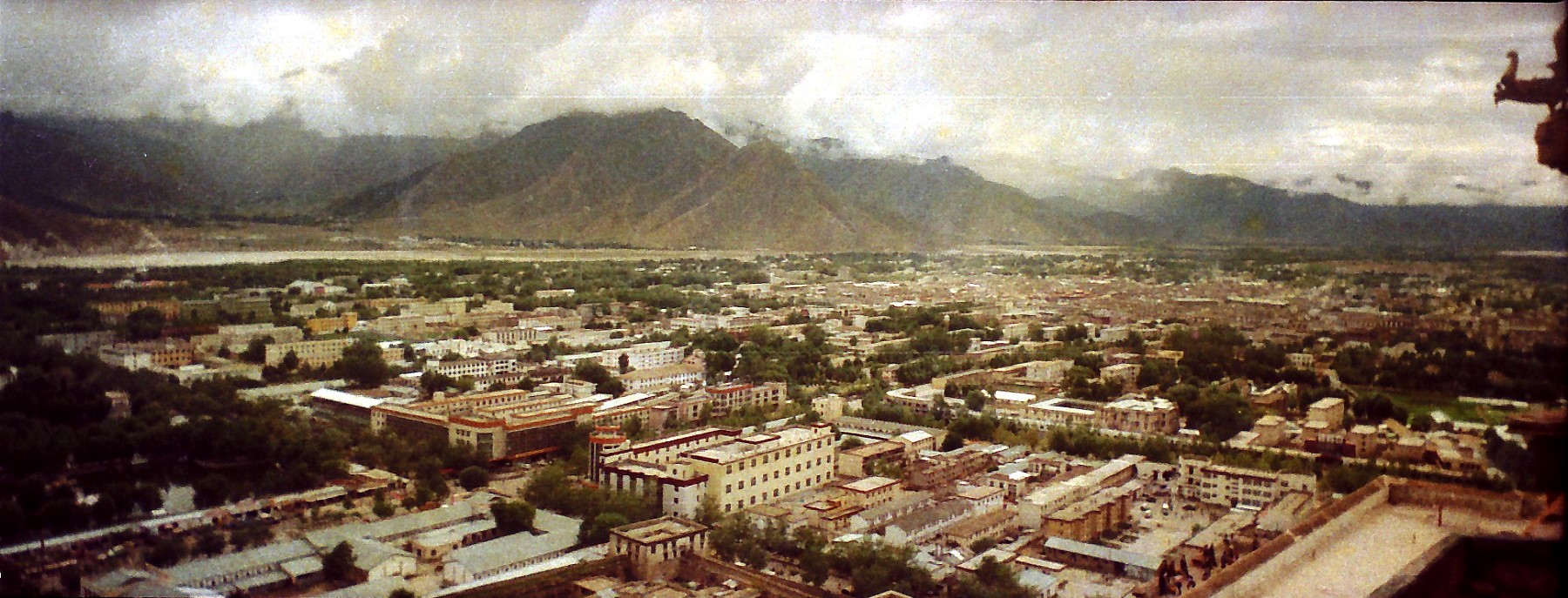
Vista sobre Lhasa. 1993

O termo " Distrito de Chengguan " é o termo administrativo do área urbano interna ou centro urbano dentro da prefeitura, nesse caso a cidade-prefeitura de Lassa. Fora da área urbana muito do distrito Chengguan é majoritariamente montanhoso com uma população rural quase inexistente. O distrito de Chennguan está no mesmo nível administrativo que um condado. O distrito Chengguan de Lassa foi estabelecido em 23 de abril de 1961. Atualmente tem 12 subdistritos completamente urbanizados.
| Nome                         | Tibetano                  | Tibetano Pinyin              | Chines       | Pinyin              | População (2010)     |
| ---------------------------- | ------------------------- | ---------------------------- | ------------ | ------------------- | -------------------- |
| Pargor Subdistrict           | བར་སྒོར་དོན་གཅོད་ཁྲུའུ་          | Pargor Toinjoichu            | 八廓街道     | Bākuò Jiēdào        | 92,107               |
| Gyirai Subdistrict           | སྐྱིད་རས་དོན་གཅོད་ཁྲུའུ་          | Gyirai Toinjoichu            | 吉日街道     | Jírì Jiēdào         | 21,022               |
| Jêbumgang Subdistrict        | རྗེ་འབུམ་སྒང་དོན་གཅོད་ཁྲུའུ་       | Jêbumgang Toinjoichu         | 吉崩岗街道   | Jíbēnggǎng Jiēdào   | 29,984               |
| Chabxi Subdistrict           | གྲ་བཞི་དོན་གཅོད་ཁྲུའུ་           | Chabxi Toinjoichu            | 扎细街道     | Zāxì Jiēdào         | 30,820               |
| Gündêling Subdistrict        | ཀུན་བདེ་གླིང་དོན་གཅོད་ཁྲུའུ་       | Gündêling Toinjoichu         | 公德林街道   | Gōngdélín Jiēdào    | 55,404               |
| Garmagoinsar Subdistrict     | ཀརྨ་མ་ཀུན་བཟང་དོན་གཅོད་ཁྲུའུ་    | Garmagoinsar Toinjoichu      | 嘎玛贡桑街道 | Gámǎgòngsāng Jiēdào | 19,472               |
| Liangdao Subdistrict         | གླིང་ཕྲན་གཉིས་ཀྱི་དོན་གཅོད་ཁྲུའུ་    | Lingchain Nyi'gyi Toinjoichu | 两岛街道     | Liǎngdǎo Jiēdào     | 14,055               |
| Jinzhu West Road Subdistrict | བཅིངས་འགྲོལ་ནུབ་ལམ་དོན་གཅོད་ཁྲུའུ་ | Jingzhoi Nublam Toinjoichu   | 金珠西路街道 | Jīnzhū Xīlù Jiēdào  | estabeleciso em 2013 |
| Ngaqên Subdistrict           | སྣ་ཆེན་དོན་གཅོད་ཁྲུའུ་           | Ngaqên Toinjoichu            | 纳金街道     | Nàjīn Jiēdào        | 29,575               |
| Togdê Subdistrict            | དོག་སྡེ་དོན་གཅོད་ཁྲུའུ་           | Togdê Toinjoichu             | 夺底街道     | Duóde Jiēdào        | 15,186               |
| Caigungtang Subdistrict      | ཚལ་གུང་ཐང་དོན་གཅོད་ཁྲུའུ་       | Caigungtang Toinjoichu       | 蔡公堂街道   | Càigōngtáng Jiēdào  | 8,800                |
| Nyangrain Subdistrict        | ཉང་བྲན་དོན་གཅོད་ཁྲུའུ་          | Nyangrain Toinjoichu         | 娘热街道     | Niángrè Jiēdào      | 26,354               |

### Clima

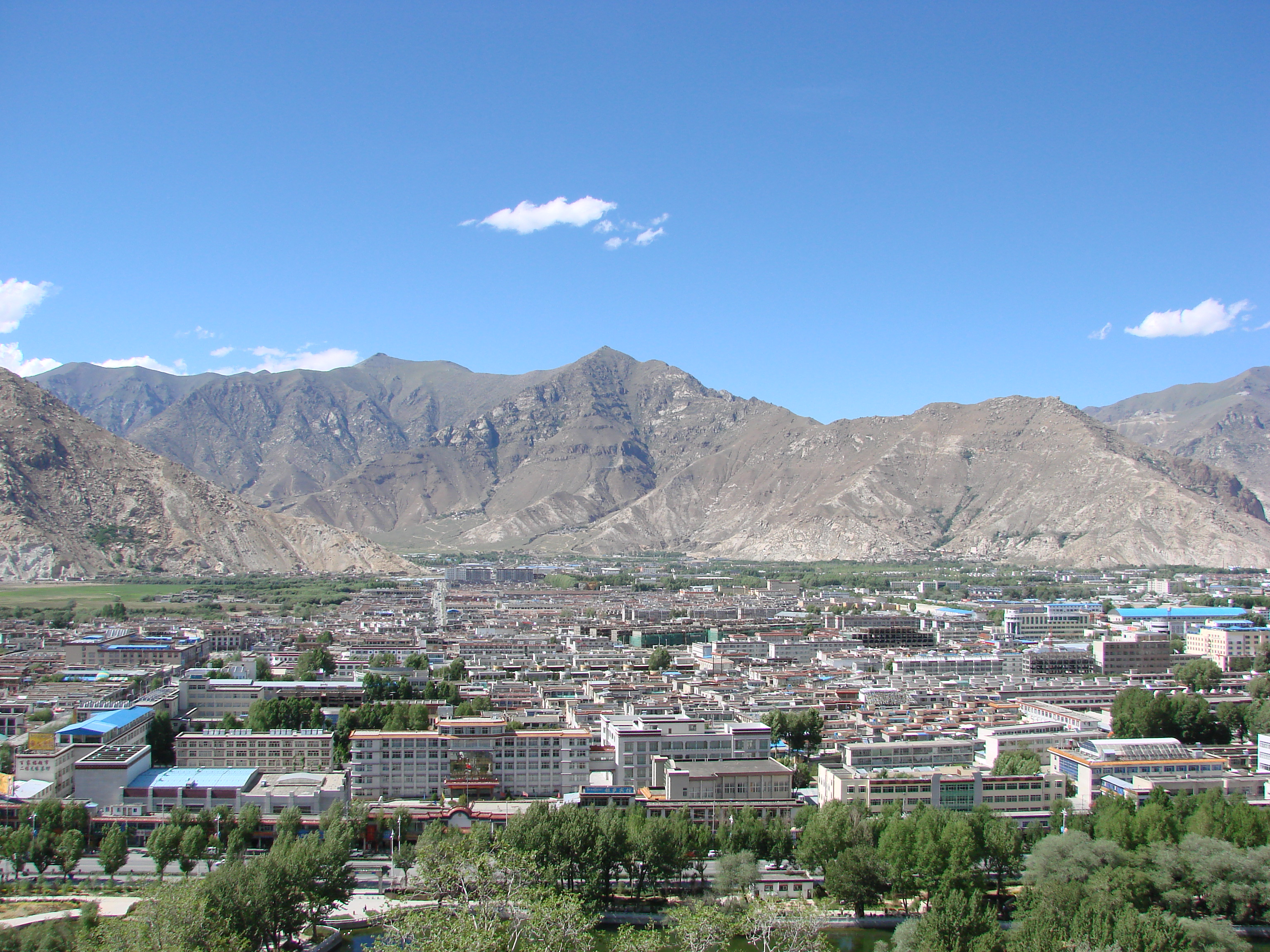
Paisagem de Lassa

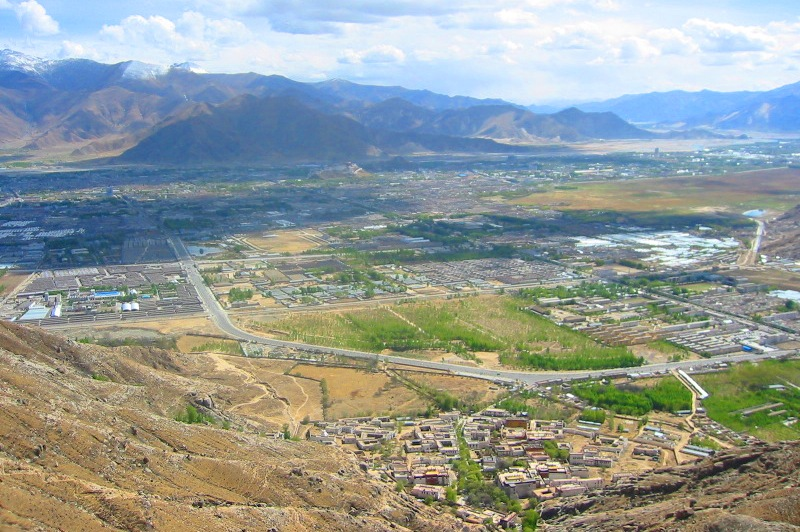
Vale de Lassa

Devido a sua alta elevação, Lassa tem um clima frio e semi-árido (Köppen: BSk) com invernos congelantes e verões amenos, ainda que a localização do vale proteja a cidade de calor ou frio intensos ou ventos fortes. Possibilidade mensal de luz solar  varia de53 por Devido a sua alta elevação, Lassa tem um clima frio e semi-árido (Köppen: BSk) com invernos congelantes e verões amenos, ainda que a localização do vale proteja a cidade de calor ou frio intensos ou ventos fortes. Possibilidade mensal de luz  Devido a sua alta elevação, Lassa tem um clima frio e semi-árido (Köppen: BSk) com invernos congelantes e verões amenos, ainda que a localização do vale proteja a cidade de calor ou frio intensos ou ventos fortes. Possibilidade mensal de luz solar  varia de53 por cento em Julho para 84 por cento em novembro, e a cidade recebe 3.000 horas de raios solares anualmente. É  por causa disso algumas vezes chamada de "cidade iluminada " pelos Tibetanos. O mês mais frio é janeiro com uma temperatura de −1.6 °C (29.1 °F) e o mais quente é junho com uma média de 16.0 °C (60.8 °F),apesar das noites serem geralmente mais quentes em julho. A temperatura média anual é de 7.98 °C (46.4 °F), com temperatura extremas variando de −16.5 to 30.4 °C (2 to 87 °F). Lassa tem uma precipitação anual de 426 mm (16.8 in) com chuva caindo principalmente em julho, agosto e setembro. O mês mais seco é janeiro com 0.8 mm (0.03 in) e o mês mais úmido é agosto  com 120.6 mm (4.75 in). Verão é largamente considerada a melhor do ano já que a chuva vem majoritariamente a noite  e Lassa ainda está ensolarada durante o dia. olar varia de53 por cento em Julho para 84 por cento em novembro, e a cidade recebe 3.000 horas de raios solares anualmente. É por causa disso algumas vezes chamada de "cidade iluminada " pelos Tibetanos. O mês mais frio é janeiro com uma temperatura de −1.6 °C (29.1 °F) e o mais quente é junho com uma média de 16.0 °C (60.8 °F),apesar das noites serem geralmente mais quentes em julho. A temperatura média anual é de 7.98 °C (46.4 °F), com temperatura extremas variando de −16.5 to 30.4 °C (2 to 87 °F). Lassa tem uma precipitação anual de 426 mm (16.8 in) com chuva caindo principalmente em julho, agosto e setembro. O mês mais seco é janeiro com 0.8 mm (0.03 in) e o mês mais úmido é agosto com 120.6 mm (4.75 in). Verão é largamente considerada a melhor do ano já que a chuva vem majoritariamente a noite  e Lassa ainda está ensolarada durante o dia. em Julho para 84 por cento em novembro, e a cidade recebe 3.000 horas de raios solares anualmente. É  por causa disso algumas vezes chamada de "cidade iluminada " pelos Tibetanos. O mês mais frio é janeiro com uma temperatura de −1.6 °C (29.1 °F) e o mais quente é junho com uma média de 16.0 °C (60.8 °F), apesar das noites serem geralmente mais quentes em julho. A temperatura média anual é de 7.98 °C (46.4 °F), com temperatura extremas variando de −16.5 to 30.4 °C (2 to 87 °F). Lassa tem uma precipitação anual de 426 mm (16.8 in) com chuva caindo principalmente em julho, agosto e setembro. O mês mais seco é janeiro com 0.8 mm (0.03 in) e o mês mais úmido é agosto com 120.6 mm (4.75 in). Verão é largamente considerada a melhor do ano já que a chuva vem majoritariamente a noite e Lassa ainda está ensolarada durante o dia.

## Demografia

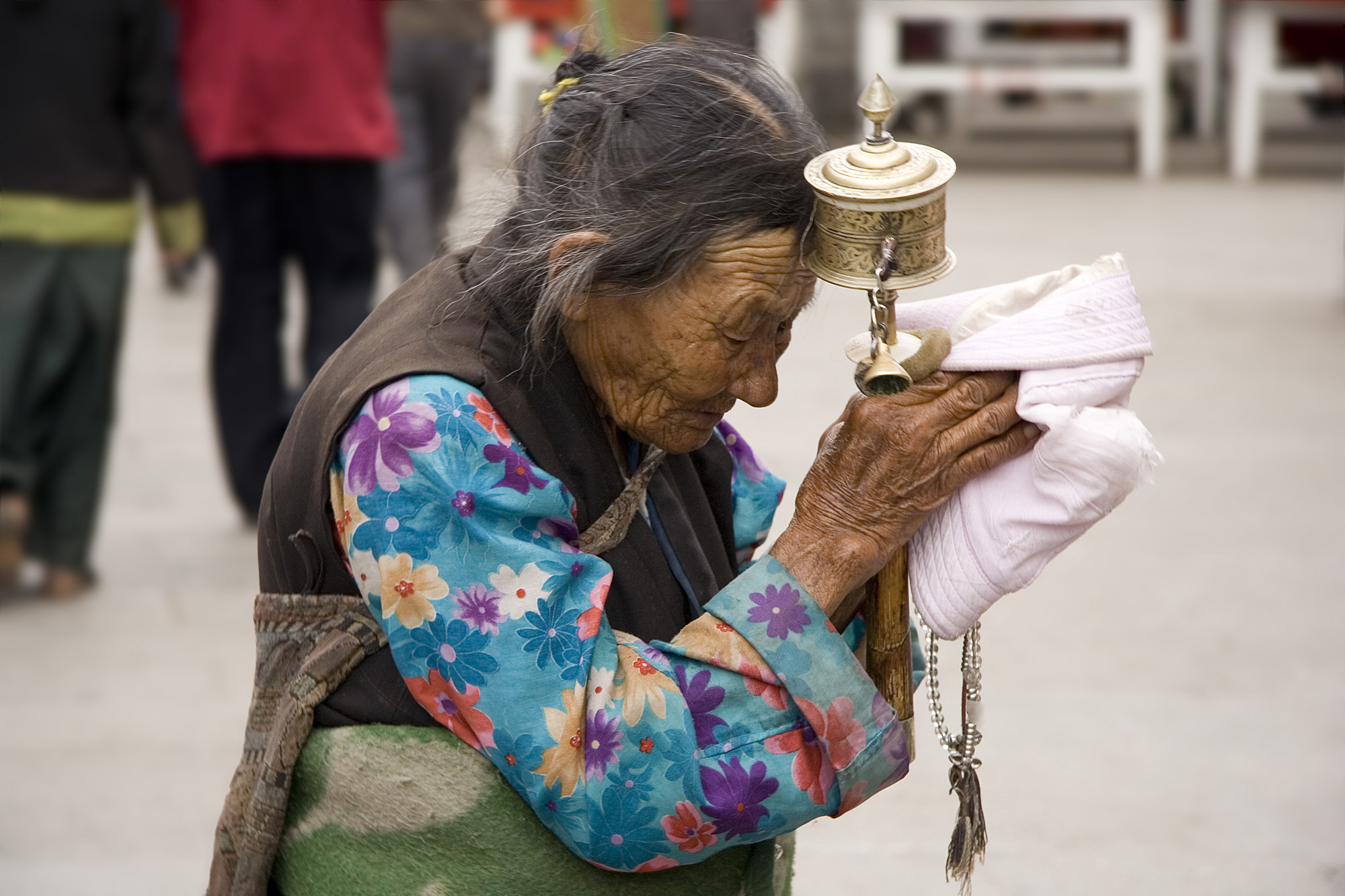
Uma mulher tibetana idosa segurando uma roda de oração na rua np distrito de Chengguan, Lassa

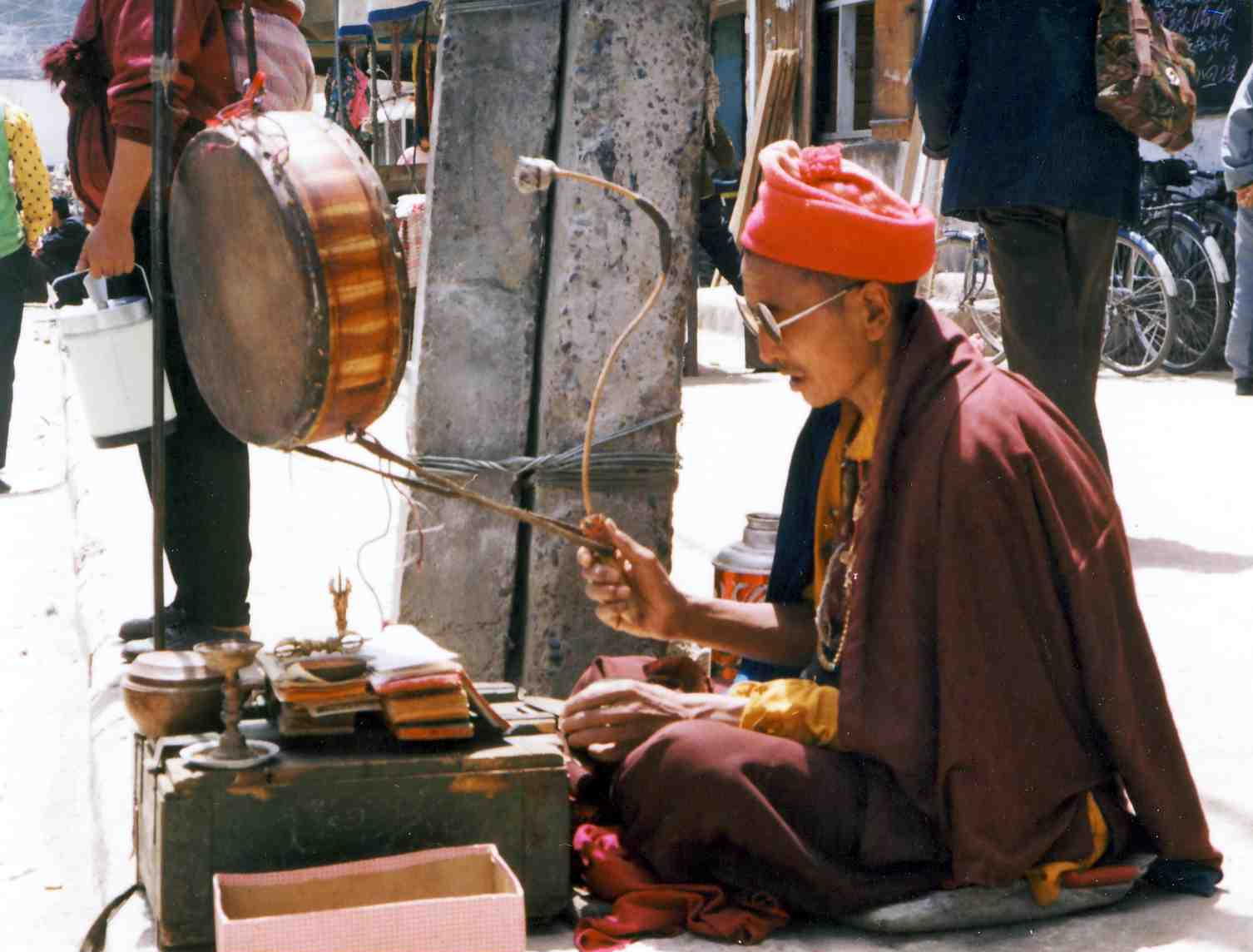
Monge mendignate no Distrito de Chengguan, Lassa

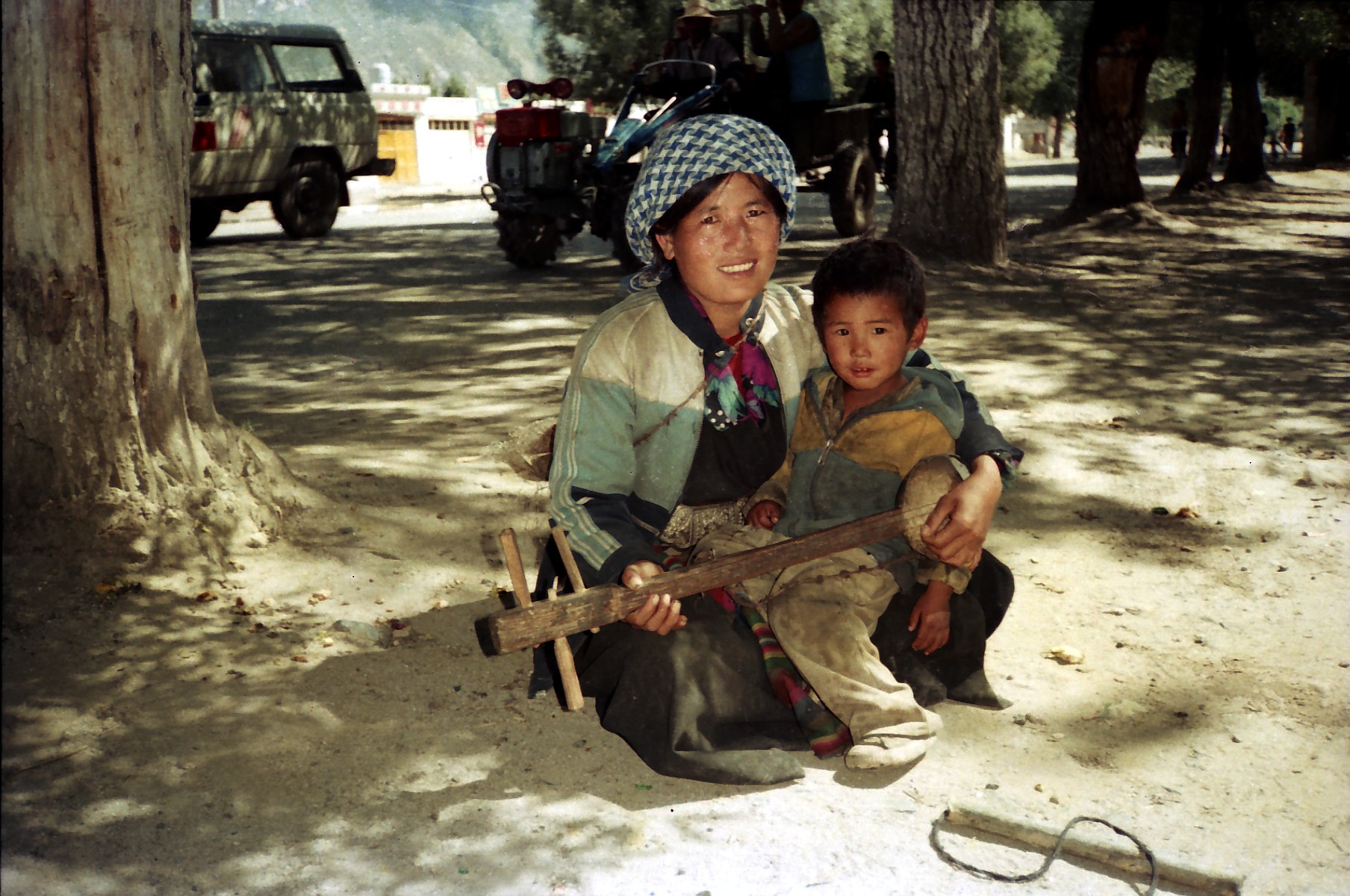
Mulher com o filho busking no distrito Chengguan, Lassa, 1993

### Demografia no passado
A 11.ª edição da Encyclopædia Britannica publicada entre 1910 e 1911 anotou a população total de Lassa, incluindo as lhams na cidade e vicinity era de cerca de 30,000; um censo de 1854 indicou o número 42000, mas se sabe ter decrescido grandemente desde então. Britannica indicou que dentro de Lassa, havia um total de aproximadamente 1500 residentes homens leigos Tibetanos e cerca de 5.500 mulheres. A população permanente também incluía famílias chinesas (cerca de 2000). Os residentes da cidade incluiam comerciantes do Nepal e Ladak (cerca de 800), e uns poucos do Butão, Mongólia e outros lugares. A Britannica notou que os chineses tinham crowded burial-ground em Lassa, tended cuidadosamente pelas suas modos e que os nepaleses supriam mecanicas e trabalhadores de metal naquela época.
Na primeira metade do século XX vários exploradores ocidentais fizeram jornadas de celebração para a cidade, incluindo William Montgomery McGovern, Francis Younghusband, Alexandra David-Néel, e Heinrich Harrer. Lassa era o centro do budismo tibetano já que aproximadamente metade da população eram monges, Apesar desse figure poder incluir monges de monastérios nas redondezas  que viajavam para Lassa para várias celebrações e não eram residentes fixos de lá.
A maioria da população chinesa pre-1950  de Lhasa were eram comerciantes e oficiais. Na sessão Lubu de Lhasa, os habitantes eram descendentes de agricultores de legumes, alguns dos quais se casaram com esposas Tibetanas. Eles foram para Lassa nos anos 1840s–1860s depois que um oficial chinês foi nomeado para a posição de Amban.
De acordo com um escritor, a população de cidade tinha cerca de 10.000, com cerca de 10.000 monges nso mosteiros de Drepung e Sera em 1959. Hugh Richardson, por outro lado, coloca a população de Lassa em 1952, ao redor de 25,000–30,000—cerca de 45,000–50,000 se a população dos mosteiros nos arredores fosse incluída."

### Demografia Contemporânea
A população total da cidade-prefeitura de Lassa é de 521,500 (incluindo população migrante conhecida mas excluindo military garrisons). Desses, 257,400 estão na área urbana (incluindo uma população migrante de100,700), enquanto 264.100 estão fora. Aproximadamente metade da cidade-prefeitura de Lassa  vive no distrito de Chengguan, que é a divisão administrativa que contém a área urbana de Lassa (i.e. a cidade atual).
A área urbana é povoada pelas etnias Tibetanas, Han, Hui e outros grupos étnicos.  O censo oficial de 2000 deu em uma população total de 223,001, dos quais 171,719 viviam nas áreas administradas por escritórios de rua das cidades e comitês de vizinhança da cidade. 133,603 tinham registros urbanos e 86,395 tinham registros rurais, baseados no seu lugar de origem. O censo foi feito em novembro, quando muitos trabalhadores da etnia Han em indústrias sazonais como construção estariam fora do tibete, e não contou os militares. Um livro de 2011 estimava que mais de dois terços dos residentes da cidade são não-tibetanos, apesar do governo afirmar que o distrito de Chengguan como um todo era etnicamnete 63% tibetano. A partir de 2014, metade da população Han do tibete residia no distrito Chengguan de LasAa, onde o ensino bilingue ou inteiramente em chinês era comum nas escolas.

## Economia

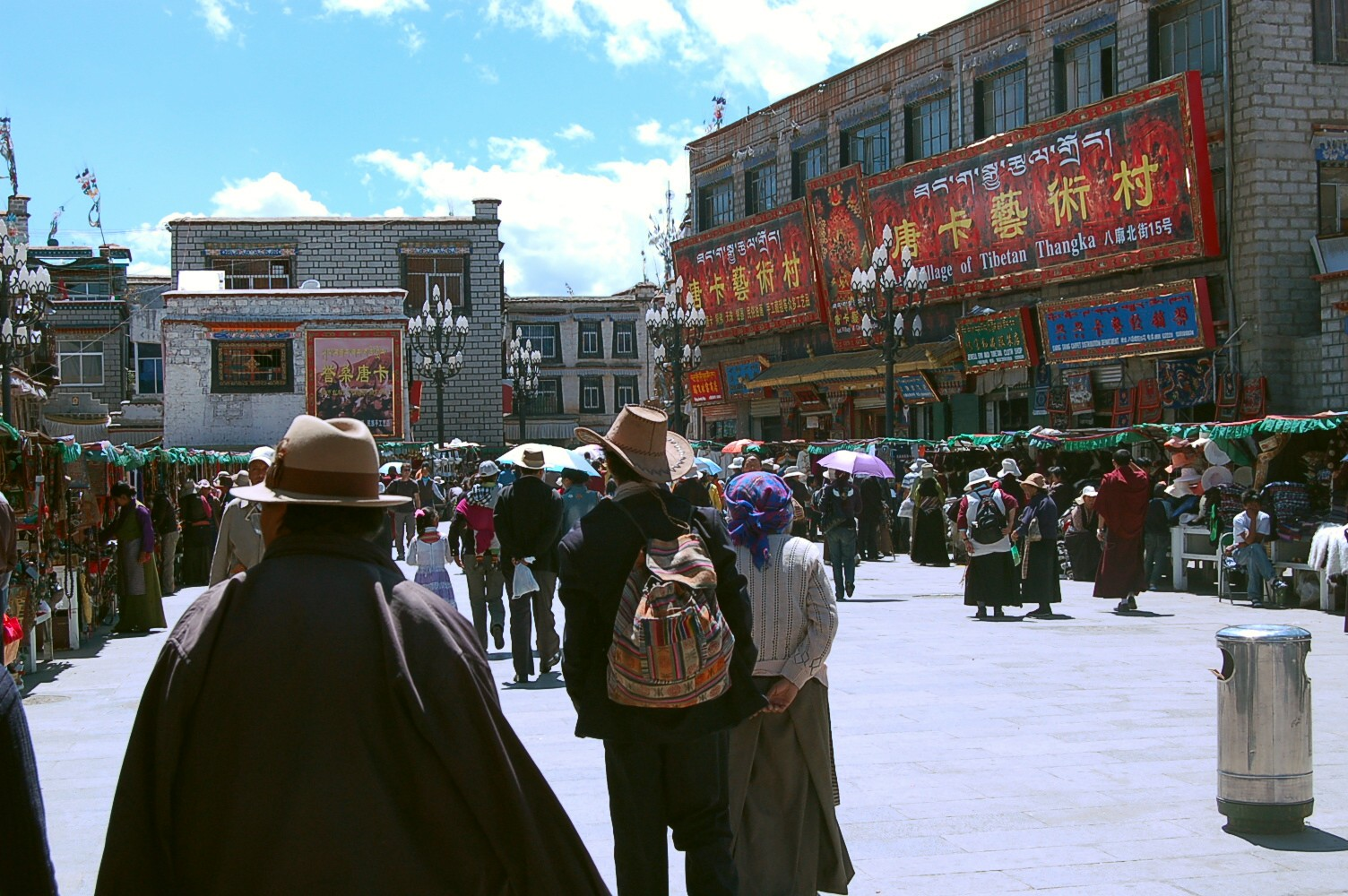
Barkhor

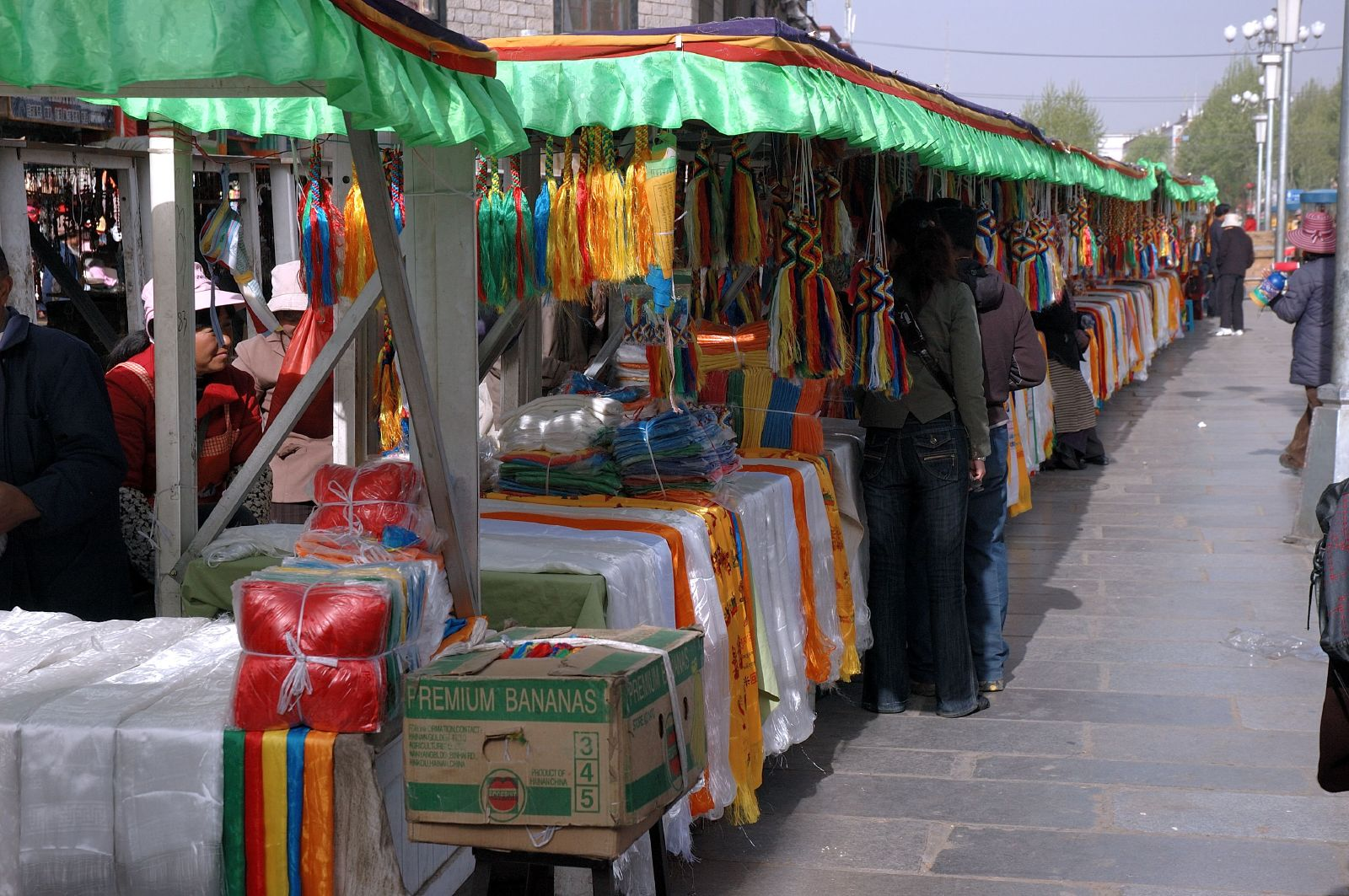
Mercado Jokhang

Indústria competitiva junto com feature economy tem papel central no desenvolvimento de Lassa. Com uma visão de manter um equilíbrio entre desenvolvimento econômico e meio ambiente, turismo e a indústria de serviços são enfatizados como motores de crescimento para o futuro. Muitos dos residentes rurais de Lassa praticam agricultura e pecuária. Lassa é o centro tradicional da rede de comércio tibetana. Por muitos anos químicos e car making plants operaram na área e isso resultou em poluição significativa, um fator que mudou nos anos recentes. Cobre chumbo, e zinco são minerados próximo e tem um experimento em andamento a respeito de novos métodos de mineração de minerais e extração de calor geotérmico.
Agricultura e pecuária em Lassa são consideradas de alto padrão. O povo planta majoritariamnete highland barley e trigo de inverno. Os recursos da conservação da água, calor geotérimico, energia solar e vários minérios são abundantes. Há eletricidade a vontade com uos tanto de maquinaria e métodos tradicionais na produção de coisas tais como tecidos, couro, plásticos, fósforos e bordado. A produção de artesanato tem feito grande progresso .

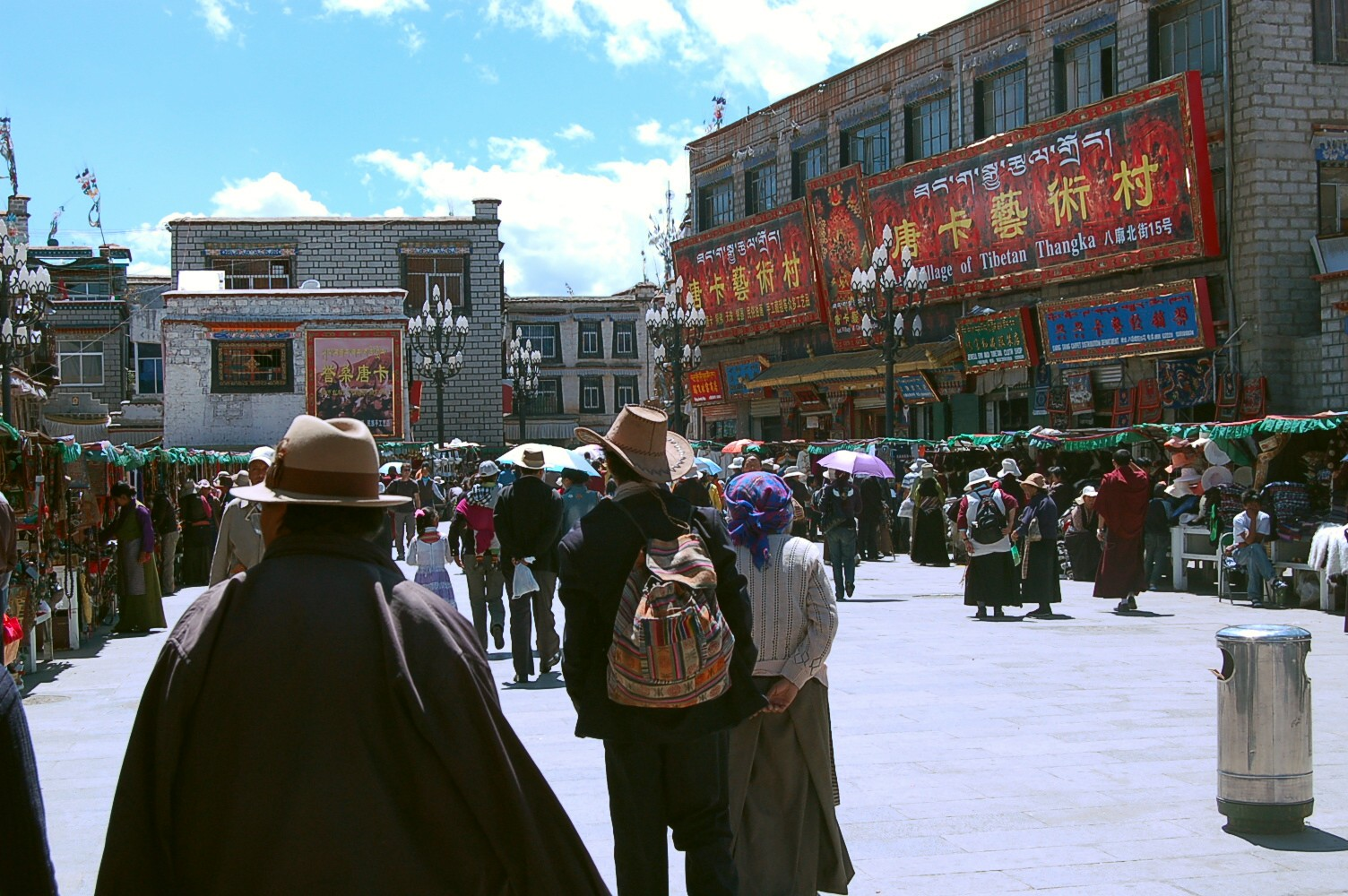
Barkhor

Com o crescimento dos setores de turismo e serviços, se espera que as indústrias do por do sol sumam na esperança de construir um sistema ecológico saudável. Problemas ambientais como erosão do solo, acidificação, e perda de vegetação estão sendo enfrentados. A indústria do turismo agora traz negócios significativos para a região, tendo por base a atratividade do Palácio de Potala, o Jokang, Palácio de Verão de Norbulingka e grandes mosteiros circundantes assim como a paisagem espetacular  Himalaia juntos com os muitos animais e plantas selvagens nativos das altas altitudes da Asia Central. Turismo para o tibete diminuiu vertiginosamnete seguindo o crackdown nos protestos em 2008, mas tão cedo quanto 2009 a indústria estava se recuperando. Autoridades chinesas planejam um ambicioso crescimento do turismo na região almejando 10 milhões de visitantes por 2020; esses visitantes se espera que sejam domésticos. Com renovações ao redor de sitios históricos, como o Palácio de Potala, UNESCO tem expressado "preocupações com a deterioração da paisagem tradicional de Lassa"

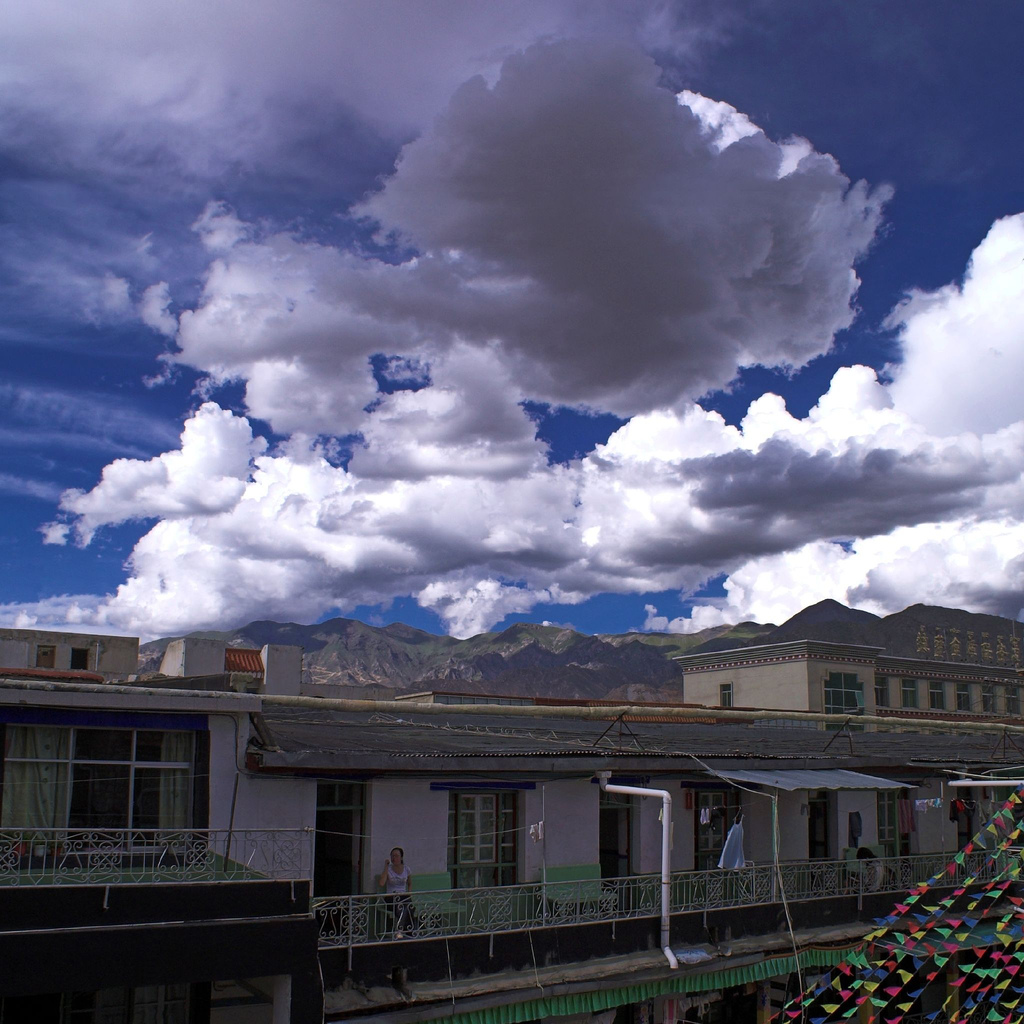
Hotel Banak Shöl

Lassa tem vários hotéis. Lhasa Hotel  é um hotel quatro estrelas localizado a nordeste de Norbulingka nos subúrbios ocidentais da cidade. Concluído em setembro de 1985, é o flagship da instalações cits no tibete. Acomoda cerca de 1000 hóspedes e visitantes em Lassa. Há mais de 450 quartos (suítes) no hotel, e todos estão ocupados com ar condicionado, frigobar e outras amenidades básicas. Alguns dos quartos são decorados em estilo tibetano tradicional. O hotel foi operado pela Holiday Inn de 1986 até 1997 e é tema de um livro, O Hotel no telhado do mundo. Outro hotel digno de nota é o histórico  Hotel Banak Shöl,  localizado no número 8 da estrada Beijing na cidade. ´É conhecido por suas distintas varandas de madeiras. O restaurante Nam-tso está localizado na vicinity do hotel e é frequentado especialmente por turistas chineses visitando Lassa.
Lassa tem vários comércios dignos de nota. A fábrica de Carpetes de Lassa, uma fábrica ao sul de Yanhe Dong Lu próxima da  universidade do tibete, produz tapetes tradicionais tibetanos que são exportados mundialmente. É uma fábrica moderna, a moir manufatureira de tapete através do tibete, empregando cerca de 300 trabalhadores. Tradicionalmente as mulheres tibetanas eram as  weavers, e os homens os spinners, mas ambos trabalham nos tapetes hoje em dia.
A companhia cervejeira de Lassa foi criada em 1988 nos arredores setentrionais, ao sul de Mosteiro Sera e é a cervejaria comercial mais elevada no mundo com11.975 ft (3.650 m) e responde por 85 por cento da produção contemporânea de cerveja no Tibet. A cervejaria, consistindo de cinco story buildings, custa estimadamente US$20–25 milhões, e em 1994, produção alcançou 30,000 garrafas por dia empregando cerca de 200 trabalhadores nessa época. Desde 2000, o grupo Carlsberg aumentou seu stronghold no mercado chinês crescentemente influente no país com investimento e expertise. Carlsberg investiu na cervejaria Lassa em anos recentes e tem melhorado drasticamente as instalações da cervejaria e as condições de trabalho, renovando e expandido a construção que agora cobre 62.240 metros quadrados(15.3 acres).

## Arquitetura e paisagem da cidade

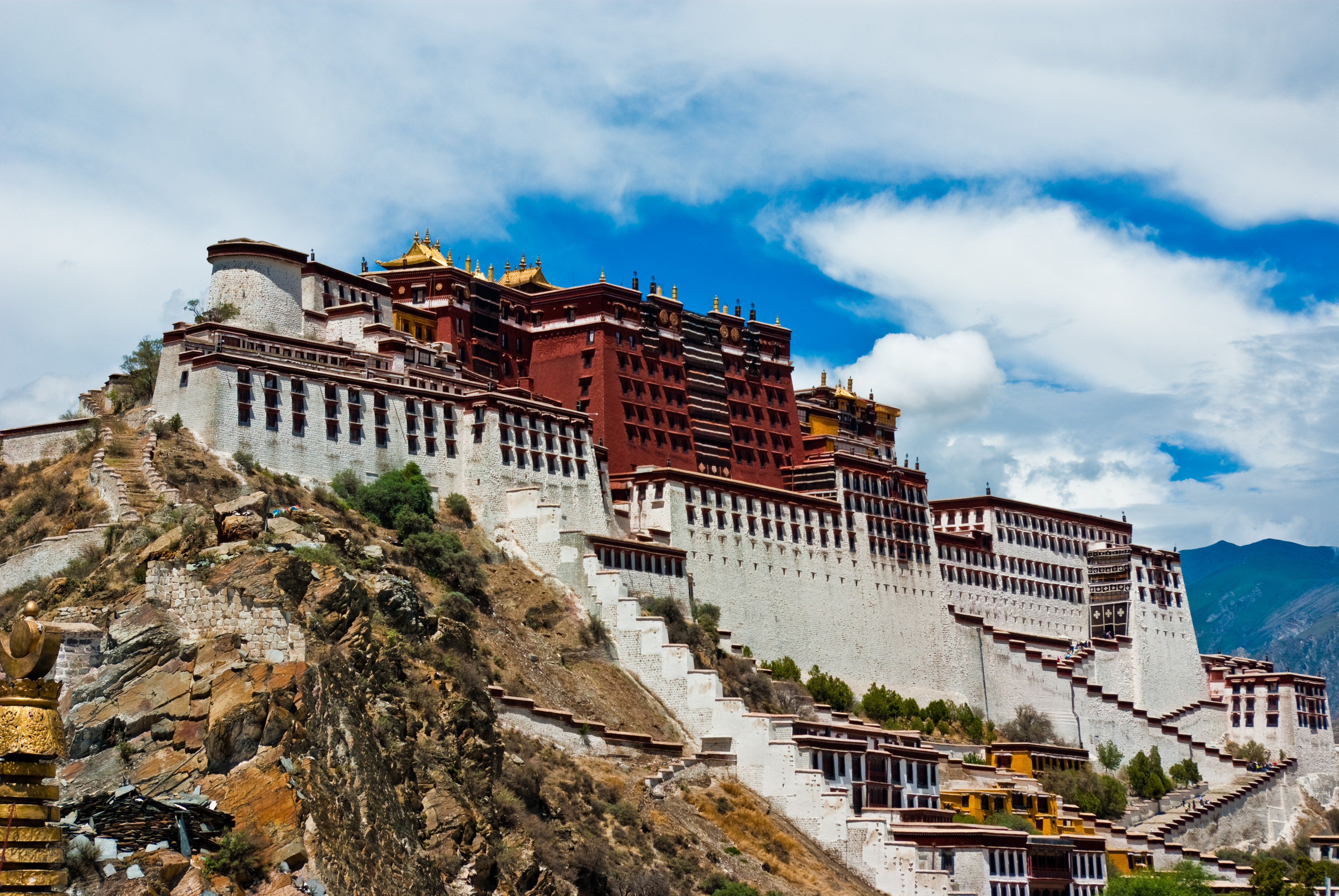
O Palácio de Potala

Lassa tem muitos sitios de interesse históricos, incluindo o Palácio Potala, Templo Jokhang, Mosteiro Sera e Norbulingka. O Palácio de Potala, o templo de Jokhang e o Norbulingka são sitios históricos mundiais da UNESCO. No entanto, muitos sitios importantes foram danificados ou destruídos em maior parte mas não apenas, durante a Revolução Cultural Chinesa dos anos 60. Muitos foram restaurados desde os anos 80.
O Palácio de Potala, nomeado por causa do monte Potala, o abode de Chenresig ou Avalokitesvara, foi a principal residência do Dalai Lama. Depois que o 14º Dalai Lama fugiu para a India durante a revolta tibetana de 1959, o governo converteu o palácio em um museu. O sitio foi usado como um retiro de meditação pelo rei Songtsen Gampo, que em 637 construiu o primeiro palácio lá para  saudar sua noiva Princesa Wen Cheng da Dinastia Tang da China. Lozang Gyatso, o grande quinto Dalai Lama, começou a construção do Palácio de Potala em 1645 depois de um de seus conselheiros espirituais, Konchog Chophel (d. 1646), apontou que o sitio era ideal para uma sede do governo, situado entre os mosteiros  Drepung e Sera e a parte antiga de Lassa. O palácio passou por trabalhos de restauração entre 1989 e 1994, custando RMB55 milhões (US$6.875 milhões) e foi inscrito na Lista de Patrimônios Mundiais da UNESCO em 1994.

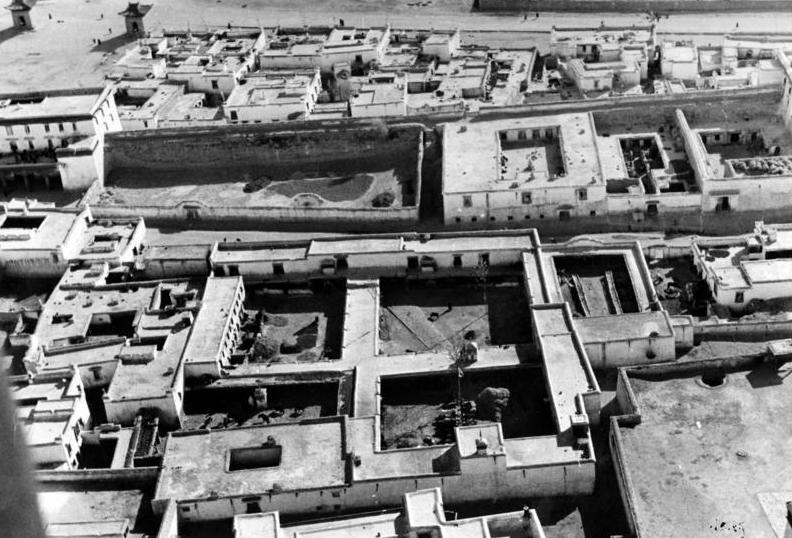
Vila Zhol de dentro e de fora como vista do Palácio Potala em 1938.

O  pilar de Lhasa Zhol, abaixo de Potala, datam tão antigo quanto circa 764 CE. e é inscrito com o que talvez seja o exemplo mais antigo de escrita tibetana. O pilar tem dedicatórias ao general tibetano and gives an account dos seus serviços ao rei incluindo campanhas contra a China que culminou na breve captura da capital  chinesa Chang'an (moderno Xian) em 763 CE durante o qual os tibetanos instalaram temporariamente um parente da princesa Jincheng Gongzhu (Kim-sheng Kong co), a esposa chinesa do pai deTrisong Detsen, Me Agtsom.

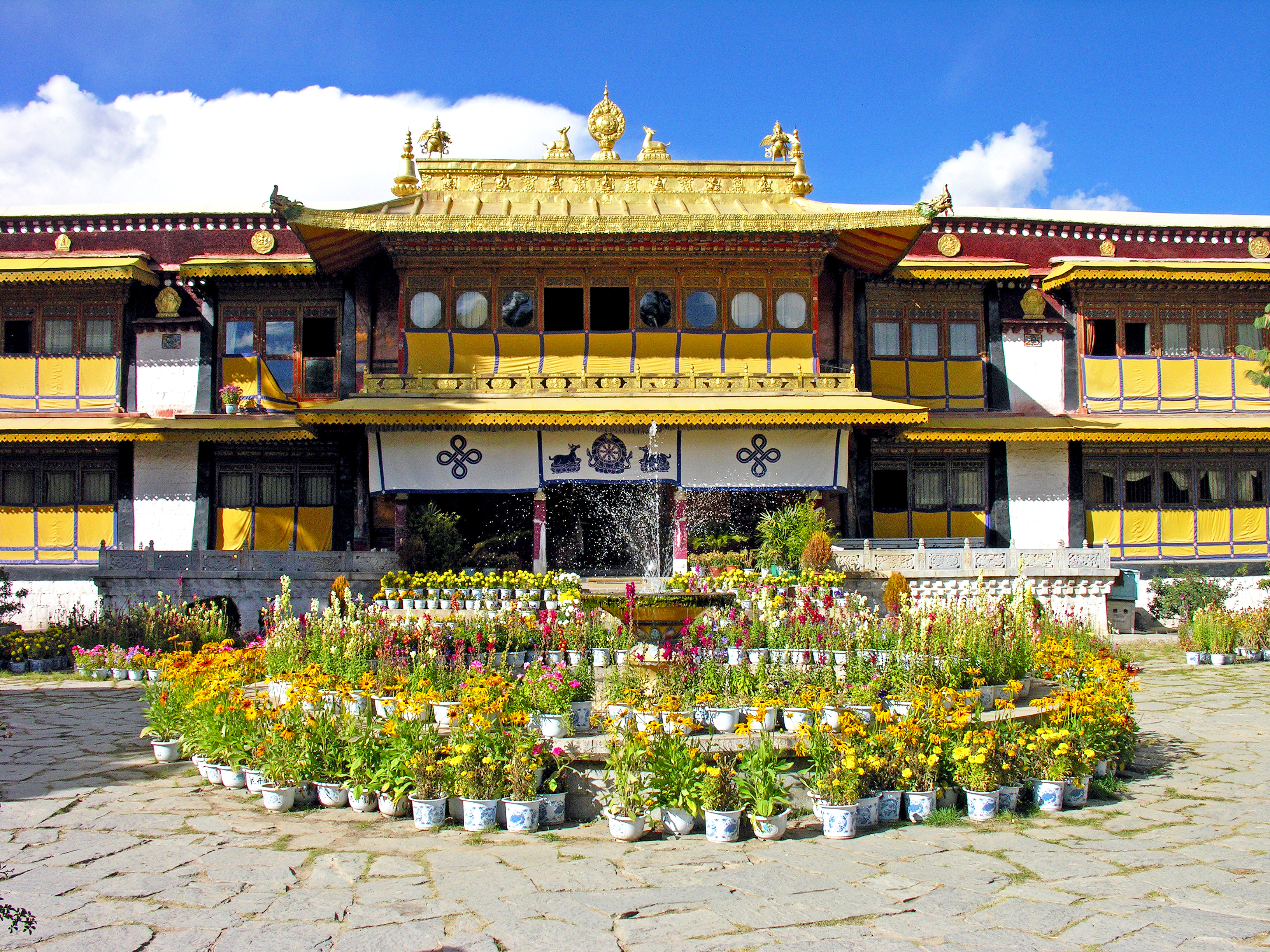
Norbulingka

Chokpori, significando  'Montanha de Metal', é um morro sagrado, localizado ao sul de Potala. É considerada uma das quatro montanhas sagradas do tibete central e junto com outros dois morros representam em Lassa representam os "Três Protetores do tibete.", Chokpori (Vajrapani), Pongwari (Manjushri), e Marpori (Chenresig or Avalokiteshvara). Foi o sítio da mais famosa escola médica do tibete, conhecida como Mentsikhang, que foi fundada em 1413. Foi conceived pelo Lobsang Gyatso,o grande 5º Dalai Lama, e completo pelo regente Sangye Gyatso (Sangs-rgyas rgya-mtsho) logo após 1697.
Lingkhor é um caminho sagrado, mais comumente usado para nomear a estrada da peregrinação em Lhasa encontrando seu gêmeo interior, Barkhor. O Lingkhor em Lhasa tinha 8 km (5.0 mi) logamnete cercando a Lassa Antiga, o Potala e o moro Chokpori. Em tempos antigos ficava lotado com homens e mulheres cobrindo seu comprimento com prostações, beggars e peregrinações se aproximando da cidade pela primeira vez. A estrada passava por parques willow-shaded onde os tibetanos costumavamfazer piquenique no verão e assistiam air operas abertas em dias de festival. A nova Lassa oblterou a maior parte de Lingkhor, mas um trecho ainda permanece a oeste de Chokpori.

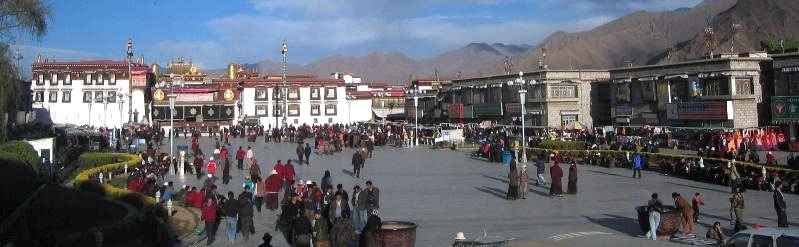
Praça Jokhang

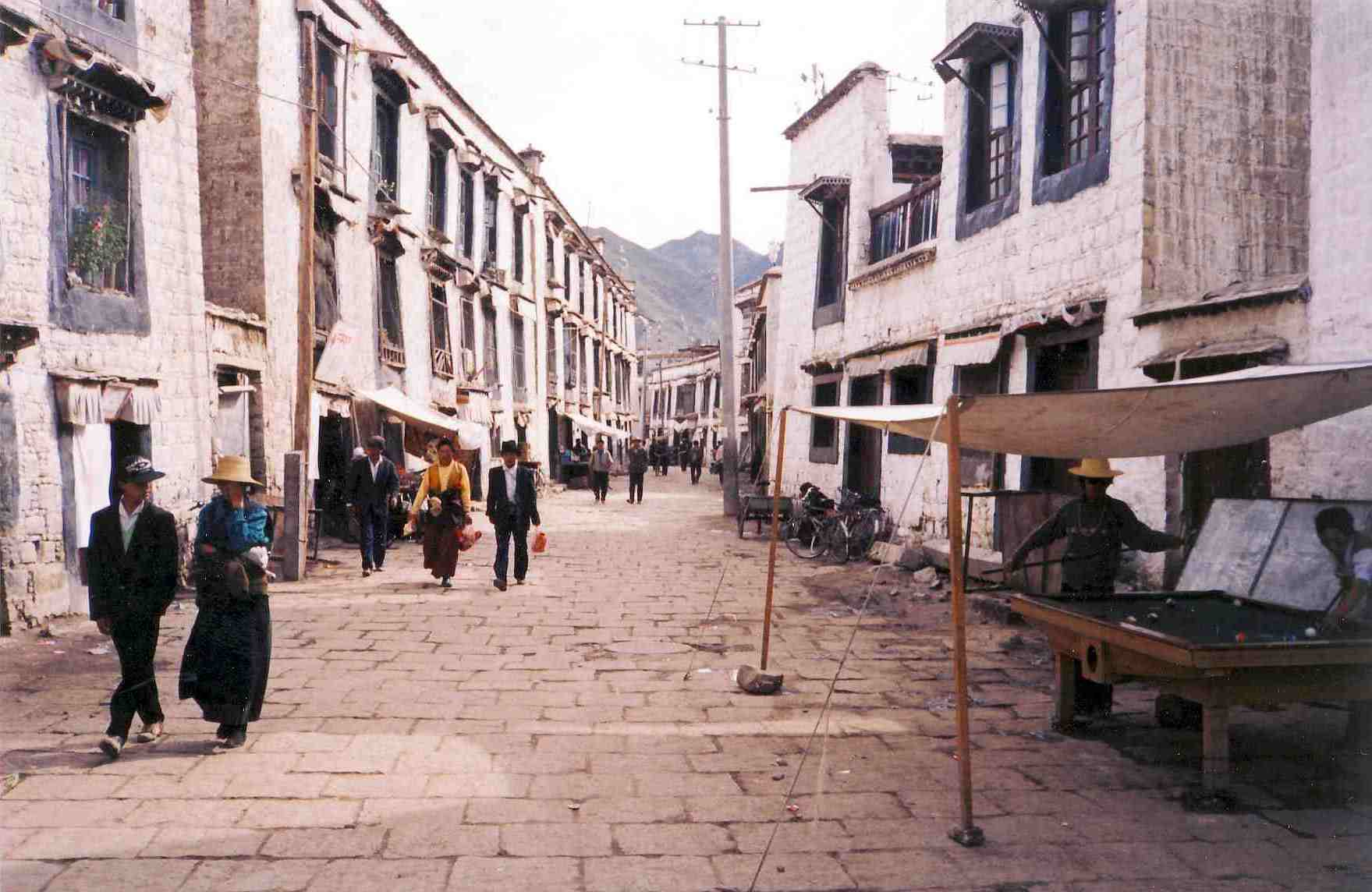
Antiga rua de Barkhor, 1993

O palácio Norbulingka e o parque circundante estão situados na parte oeste de Lassa, uma curta distância a sudoeste do Palácio de Potala com uma área de cerca de 36 ha (89 acres), é considerado o maior jardim feito pelo homem no tibete. Foi construído em 1755. e serviu como a residência de verão dos sucessivos Dalai Lamas até o exilio autoimposto do 14º. Norbulingka foi declarada uma 'Unidade de Relíquia Cultural de Importância Nacional", em 1988 pelo conselho de estado. Em 2001, o comitê central do governo chinês na 4ª sessão do tibete decidiu restaurar o complexo a sua glória original. O Festival Sho Dun  (popularmente conhecido como "festival do iogurte") é um festival anual que ocorre em Norbulingka durante o sétimo mês tibetano nos primeiros sete dias do período de lua cheia, que corresponde a datas em Julho/Agosto de acordo com o calendário gregoriano.
O Barkhor é uma área de ruas estreitas e uma praça pública na parte antiga da cidade localizada no templo Jokhang  e foi a mais popular  circumambulation devocional para peregrinos e locais. A caminhada tem cerca de um quilometro (1 km (0.6 mi) de comprimento e circunda o Jokhang inteiro, a antiga sede do Oraculo do Estado em Lassa chamado Mosteiro Muru Nyingba, e um número de casas nobres incluindo Tromzikhang e Jamkhang. Há quatro grandes incineradores de incenso (sangkangs) nas quatro direções cardinais, com incenso queimando constantemente, para agradar os deuses protegendo Jokhang. A maior parte das construções e ruas antigas foram demolidas nos anos recentes e substituídas com ruas mais largas e construções mais novas. Algumas construções no Barkhor foram danificadas na inquietação de 2008.

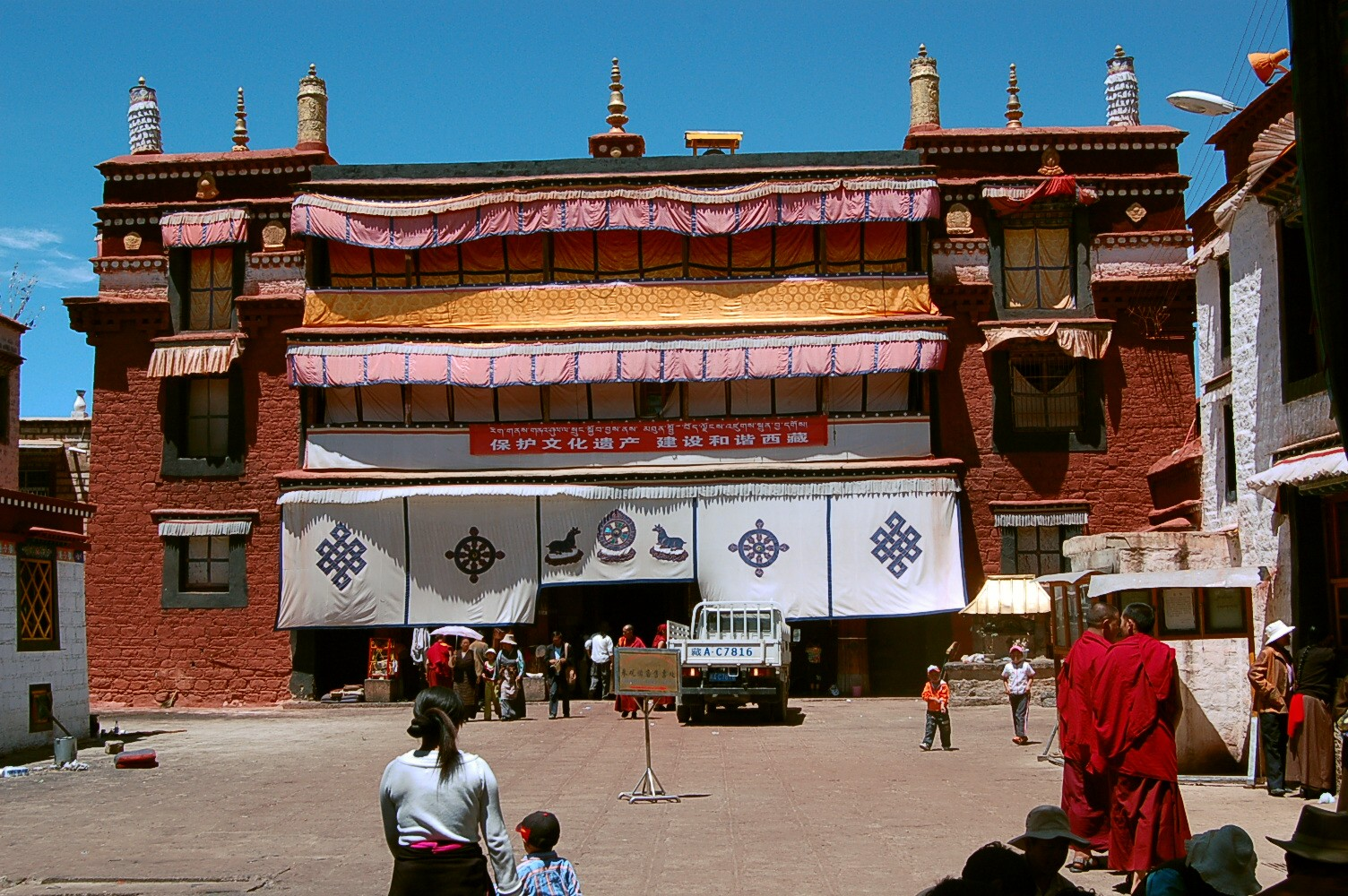
Templo Ramoche

O  Jokhang está localizado na praça Barkhor Square na sessão da cidade antiga de Lassa. Para muitos tibetanos é o mias sagrado e importante templo no tibete. É em alguns aspectos pan-sectarian, mas é atualmente controlado pela escola Gelug. Junto com o Palácio de Potala, é provavelmente a atração turística mais popular em Lassa. É parte do Sitios de Patrimonios Culturais da UNESCO " Ensemble Histórica do Palácio de Potala," e um centro espiritual de Lassa. Esse templo permaneceu um ponto chave da peregrinação budista por séculos. A rota da circumambulation é conhecida como a "kora" em tibetano e é marcada  por quatro grandes incineradores  de incenso de pedra nos cantos. O templo Jokhang é uma construção de four-story construction, com telhados cobertos com azulejos  de bronze banhados a ouro. O estilo arquitetônico estilo é baseado no design indiano viara, e foi mais tarde estendido resultando numa istura dos estilos nepales e da dinastia Tang. Possui as estátuas de Chenresig, Padmasambhava e do rei Songtsan Gampo e suas duas noivas estrangeiras, Princesa Wen Cheng (sobrinha do Imperador Taizong of Tang) e Princesa Bhrikuti do nepal e outros itens importantes.
Templo Ramoche é considerado o templo mais importante em Lassa depois do templo Jokhang. Situado no noroeste da cidade, está a leste do Potala e norte de Jokhang, cobrindo uma área total de 4,000 metros quadrados (quase um acre). O templo foi gutted e parcialmente destruído nos anos 60 e sua famosa estátua de bronze desapareceu. Em 1983 a parte inferior dela disseram ter encontrado uma lixeira Lhasa, e a parte de cima em Beijing. Elas agora  foram unidas e a estátua está abrigada no templo Ramoche, que foi parcialmente restaurado em 1986, e ainda mostrava graves danos em 1993. Em seguida da grande restauração de 1986,a principal construção do templo agora tem três andares.

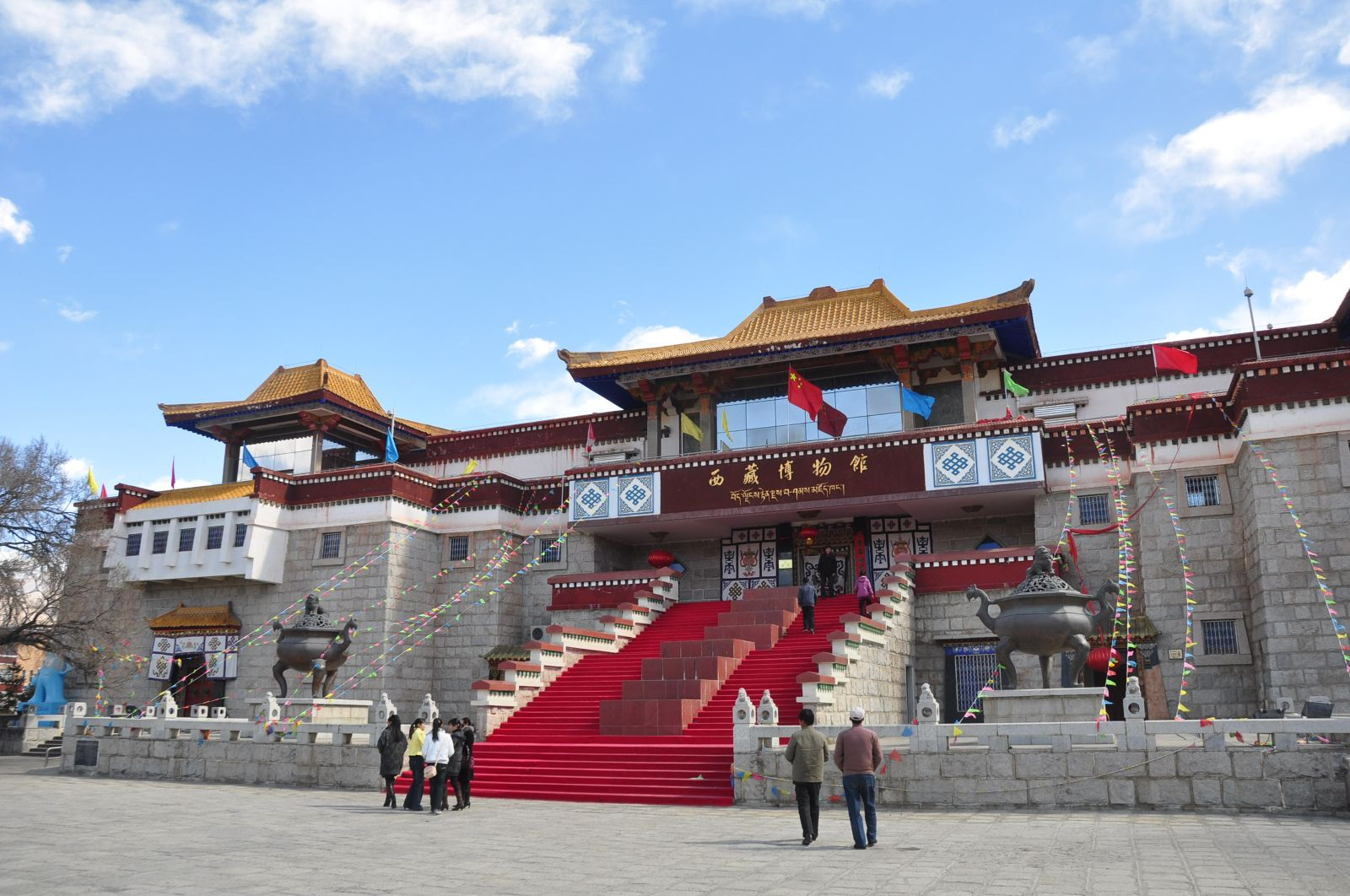
Museu do Tibete

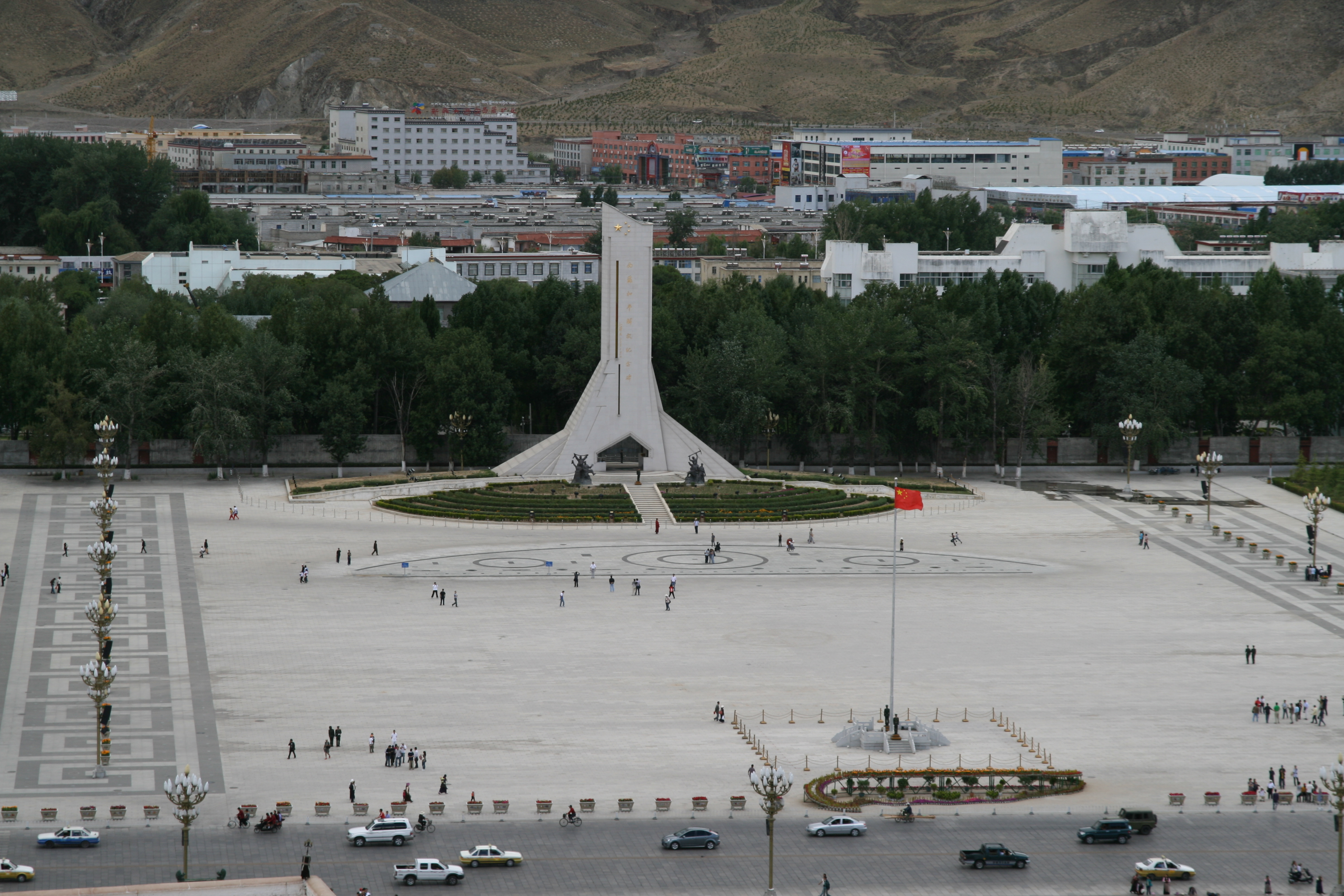
Monumento da Libertação Pacifica do Tibete, Praça de Potala

O Museu do Tibete em Lassa é o museu oficial da Região Autônoma do Tibete e foi inaugurado em 5 de Outubro de 1999. É o primeiro museu largo e moderno na Região Autônoma do Tibete e tem uma coleção permanente de 1000 artefatos, de exemplos da arte tibetana a design arquitetônico através da história como portas tibetanas e beams de construção. Está localizado num prédio com formato de L a oeste do Palácio de Potala no canto da estrada Norbulingkha. O museu é organizado em três sessões principais: um hall de exibição principais, um jardim cultural folclórico e escritórios administrativos.
o Monumento para a liberação pacifica do Tibete foi unveiled in na praça do Potala para celebrar o 51º aniversário do Acordo de Dezessete Pontos para a Libertação Pacífica do Tibete, e o trabalho no desenvolvimento da região autônoma desde então. O monumento de concentro de 37 metros de altura tem o formato de um Monte Everest abstrato e seu nome está gravado com a caligrafia do antigo secretário geral do CCP e presidente do PRC Jiang Zemin, enquanto uma inscrição descreve o desenvolvimento socioeconômico experienciado no Tibete nos últimos 50 anos.

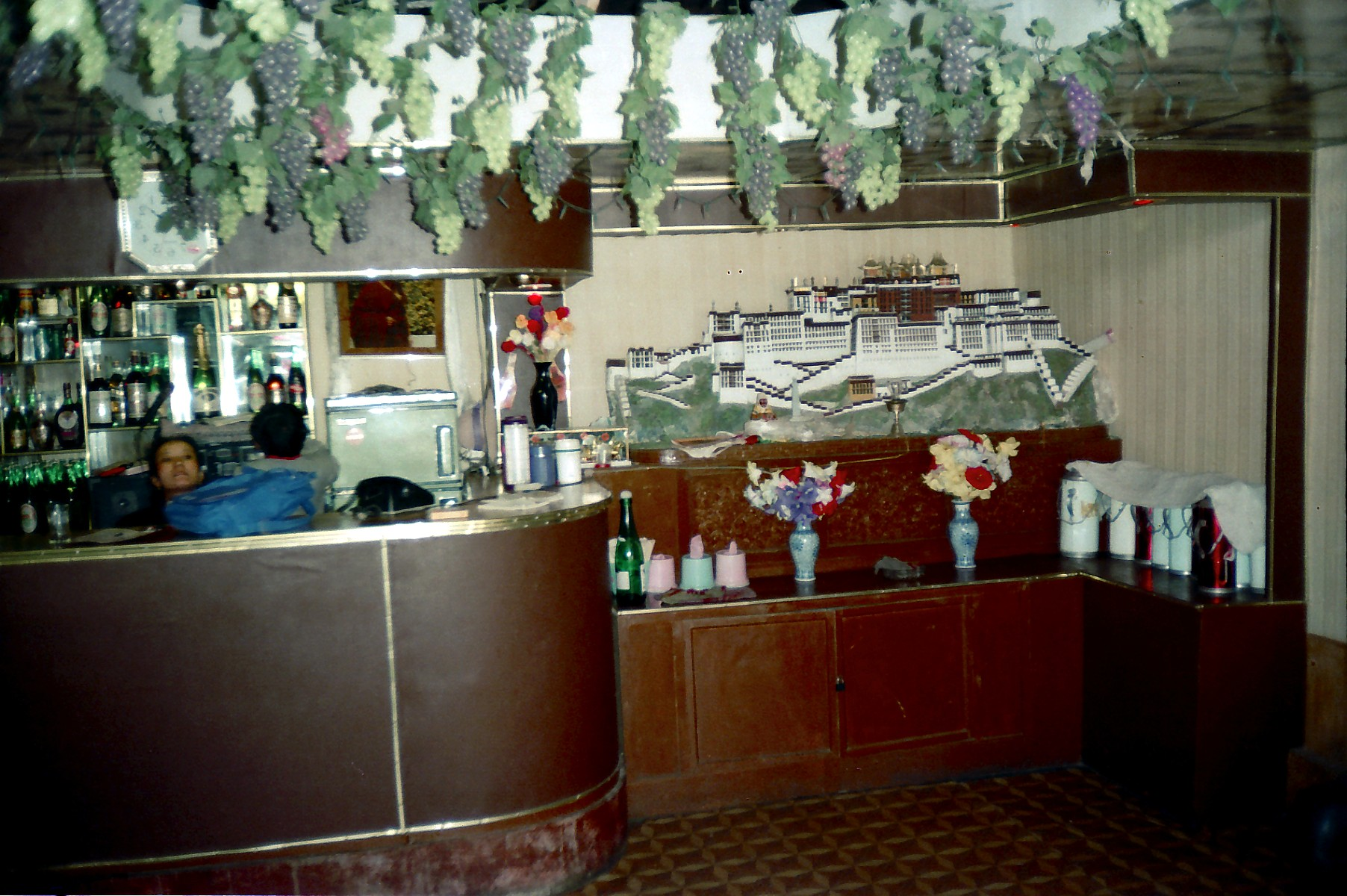
Bar in Lassa com a imagem do Potala na parede; 1993

## Cultura

### Música e dança
Há alguns locais noturnos that feature cabaret atos nos quais performistas cantam em chinês, tibetano, e inglês. Dançarinos usam figurino tradicional tibetano com longo fluxo de tecidos saindo dos seus braços. Há inúmeros pequenos bares that feature música ao vivo, apesar de eles terem cardápio de bebidas limitados e cater mais para turistas estrangeiros.

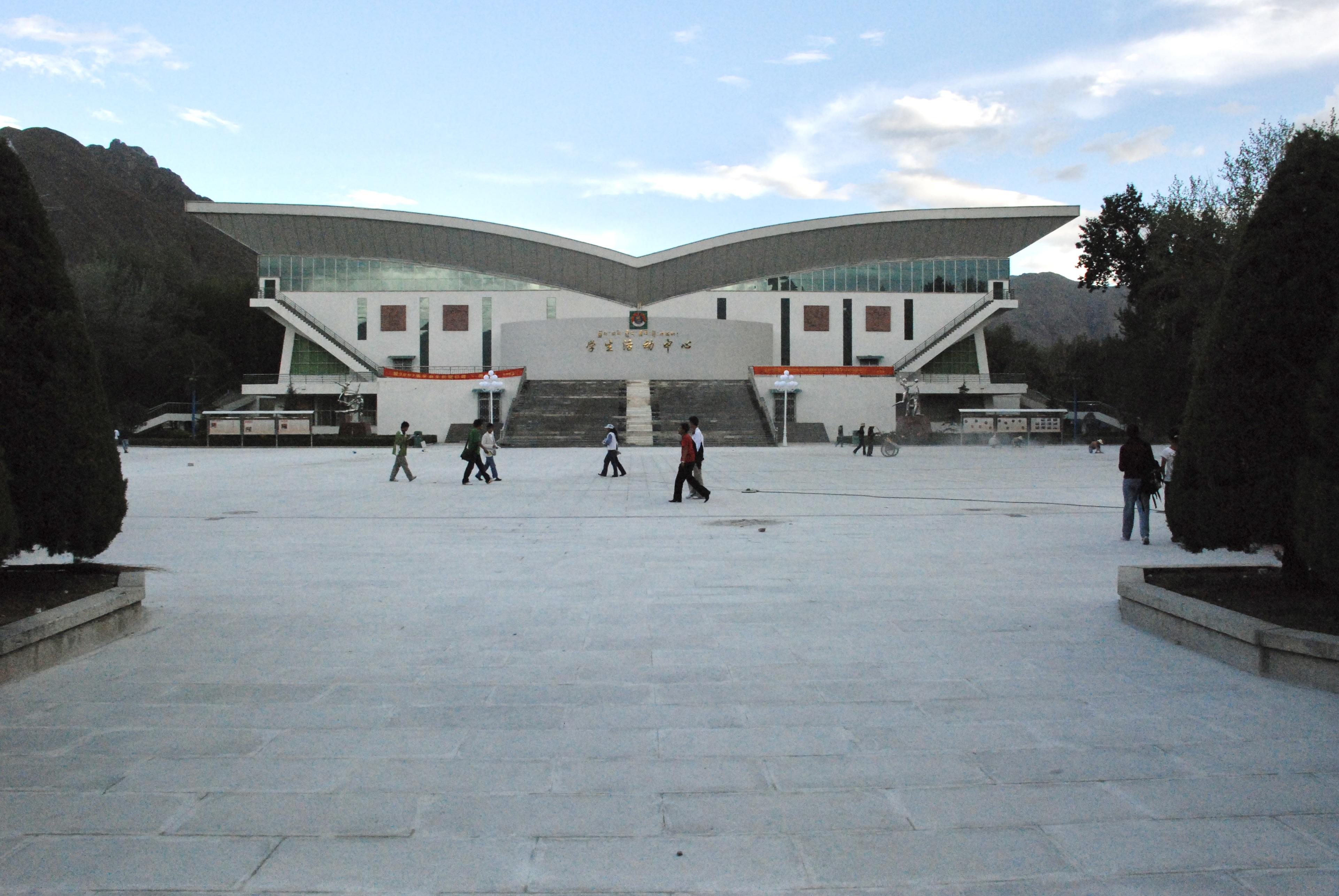
Auditório da Universidade do Tibete (2007)

## Educação

### Universidade do Tibete
A Universidade do Tibete (Tibetan: བོད་ལྗོངས་སློབ་གྲྭ་ཆེན་མོ་) é a principaluniversidade da Região Atonoma do Tibete. Seu campus fica no distrito Chengguan, Lassa, leste do centro da cidade. A forerunner foi criada em 1952 e a universidade foi estabelecida oficialmente em 1985,fundada pelo governo chinês. Cerca de 8000 estudantes estão matriculados na universidade.
A universidade do Tibete é uma universidade comprehensive com o mais alto nível acadêmico na Região Autonoma do Tibete. É membro do prestigioso Projeto 211, e é patrocinada sobre a iniciativa Primeiras aulas das disciplinas duplas.

## Transporte

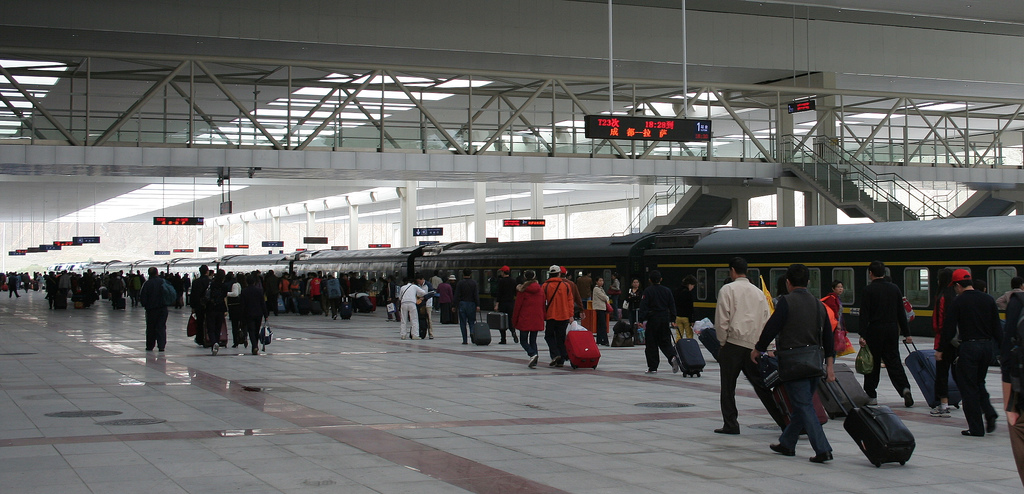
Estação ferroviária de Lassa

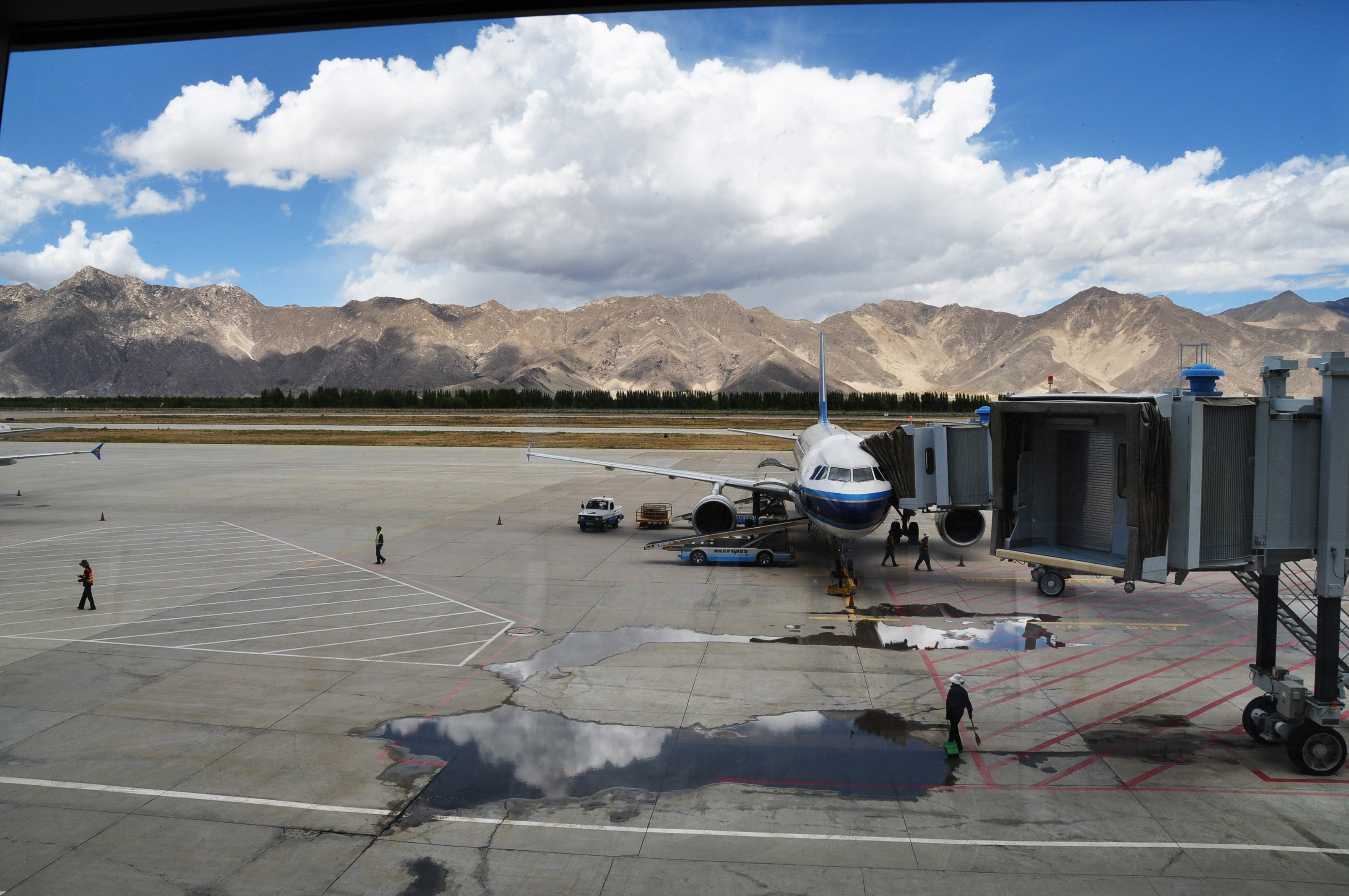
Aeroporto de Lhasa Gonggar

### Ferrovia
Lassa tem sido servida por trens desde 2006, quando aFerrovia Qinghai–Tibet abriu para operações de passageiros. Alcançando uma altitude de 5072 m, a ferrovia de Qinghai-Tibet é a ferrovia mais alta do mundo pela elevação. Conecta Lassa com Xining a capital da Provincia Qinghai, a cerca de 2000 km, e ultimamente liga Lassa com outras cidades maiores com a extensa rede de ferrovias da China. Cinco trens chegam e partem da estação de trem da Lassa  todo dia. O trem de número Z21 demora 40 horas e 53 minutos de Beijing Ocidental, chegando em Lassa as 13:03 todos os dias. O trem Z22 de Lhasa para Beijing Ocidental parte as 15:30 e chega a Pequim às 08:20 no terceiro dia, levando 40 hoeas e 50 minutos. Trens também chegam em Lassa de Chengdu, Chongqing, Lanzhou, Xining, Guangzhou, Xangai e outras cidades. Para contornar os problemas das grandes altitudes dando aos passageiros mal da montanha, oxigênio extra é bombeado dentro do sistema de ventilação e disponível diretamente on each berth com controle aberto by a flap próximo para conveniência do passageiro, e máscaras de oxigênio pessoal estão disponíveis mediante pedido. Dentro das cabines leito-cama há 64 assentos por trem que tem uma tomada elétrica para eletrônicos. Lhasa também é conectada a segunda maior cidade no Tibete , Xigazê, por serviço de trem, desde 2014. Uma terceira ferrovia, a ferrovia Sichuan-tibete, que liga Lassa com o condado de Nyingchi C e dentro do interior ultimamente terminando em Chengdu, começou a construção em junho de 2015.
Para viagens de trem adiante no Sul da Asia, a grande estação mais próxima na Índia é Nova Jalpaiguri, Siliguri in Bengala Ocidental. No entanto, a extensão do sistema de ferrovia indiano  para Sikkim vai facilitar para conexões adiantes na rede de ferrovias do Sul da Ásia. Há planos preliminares de ligar Lassa por trilhos com Kathmandu.
As per a Chinese Tibetan spokesperson, extensão dessa linha de trem para Kathmandu com um túnel debaixo do Monte Everest se esperava ser inaugurada em 2020.

### Ar
Aeroporto de Lassa Gonghar (IATA: LXA), construído em 1965, é o centro de aviação do Tibete. Está localizada ao sul da cidade propriamente. Leva cerca de meia hora para chegar lá de carro através da Via expressa do aeroporto de Lassa; antes da inauguração da via expressa em 2011, a viagem para o aeroporto levava mais de uma hora. A partir de 2014, há voos diários atendendo as maiores cidades chinesas incluindo Beijing, Chengdu, Guangzhou, e Shanghai, e há também serviços ocasionalmente programados para Kathmandu no Nepal. Aeroporto de Lassa é o centro da Tibet Airlines, que oferece serviços regionais para outros destinos no Tibete como Nyingchi, Prefeitura de Ngari, Shigatse, e Qamdo.

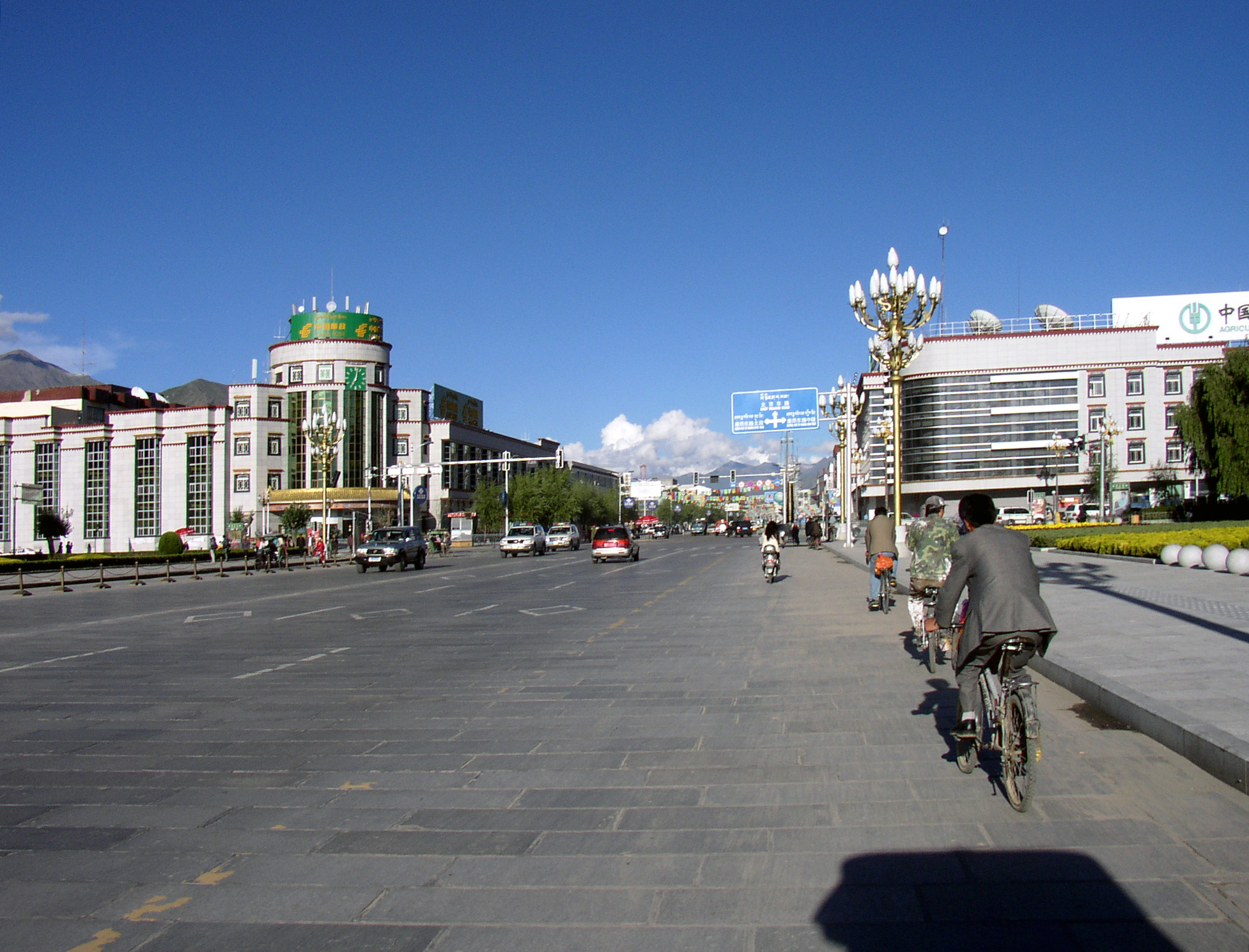
Rua Principal

### Estrada
A auto estrada Qinghai–Tibet  (parte da G109) corre nordeste na direção de Xining e eventualmente a Beijing e é a rodovia mais utilizada no Tibete. A auto estrada Sichuan–Tibet (parte da G318) corre leste em direção a Chengdu e eventualmente para Shanghai. G318 também corre para Zhangmu na fronteira com o Nepal. A  auto estrada Xinjiang-Tibet  (G219) corre norte de Lassa para Yecheng, e depois para Xinjiang. Essa estrada é raramente usada devido a falta de amenidades e postos de gasolina. Uma nova auto estrada de quatro pistas de 37.68 km (23.41 mi), entre Lassa e o aeroporto de Gonghar foi construída pelo departamento de transportes do Tibete ao custo de 1.5 bilhões RMB. Essa rodovia é parte da Auto estrada nacional 318 e começa na estação ferroviária de Lassa, passa pela cidade de Caina no Condado Qushui, terminando na entrada norte do Túnel da Montanha Gala e a bridgehead sul da ponte do rio Lassa, e na rota vai além d primer overpass of Lhasa at Liuwu Overpass.

### Marítimo
Os portos mais próximos são Kolkata e Haldia na Bengala Ocidental, India. O passe Nathu La oferece acesso ás companhias chinesas ao porto de Kolkata (Calcutta), situado cerca de 1,100 km (680 mi) de Lassa, para trans-embarcações de e para o Tibet.

## Esportes
O  estádio de Lassa, que tem uma capacidade de 20.000, está localizado em Lassa. É usado principalmente para partidas de futebol.

### Mapas e fotos aéreas
- Mapa da Lassa cnetral
- Mapa antigo da Lassa central de 1959